# 金焰
金焰（1910年4月7日—1983年12月27日:326），原名金德麟，华语电影早期男演员，中国历史上首位由观众投票选举产生的影帝，曾任上海电影制片厂演员剧团团长，上海电影制片厂艺术委员会副主任，中国电影家协会理事，上海市电影工作者协会副主席，上海文学艺术界联合会委员，上海市第1-5届人民代表大会代表，中国人民政治协商会议上海市委员会第一常委和第五届委员:330。
金焰在20世纪二十年代末投身电影业。1930年，他在孙瑜编导的影片《野草闲花》中与阮玲玉合作，饰演男主角黄云，一举成名。此后，他又与阮玲玉合作主演了《恋爱与义务》《桃花泣血记》《三个摩登女性》等多部影片。两人成为当时华语影坛的“金童玉女”:210-211:86。1933年，在《电声日报》举行的“中国十大电影明星”评选活动中，金焰在成为得票数最高的男演员，并摘得“观众最喜爱的男明星”、“最俊朗的男明星”和“观众最愿意作朋友的男明星”三项桂冠，成为华语电影历史上的首位影帝:28-29。
金焰出生于韩国独立运动志士世家，两岁的时候跟随父母流亡中国东北，入中国籍:326。日本入侵中国后，金焰先后主演了《野玫瑰》（1931年）、《三个摩登女性》（1933年）、《大路》（1935年）、《壮志凌云》 （1936年）、《长空万里》（1940年）等多部抗日救国题材的电影:331。1937年日本占领上海后，金焰拒绝为日本人拍片，后在朋友帮助下逃亡香港:214-216:166，日本无条件投降后重回上海。1949年中华人民共和国成立之后，他被授予“国家一级演员”的称号，同时被任命为上海电影制片厂演员剧团团长:245:136-138。
在他30余年的从影生涯中，金焰经历了华语电影从无声到有声的转型，共出演了39部电影:225。英国作家Richard Meyer J.在其所著的金焰传记中称他是“上海的瓦伦蒂诺”（The Rudolph Valentino of Shanghai）。1995年，在纪念世界电影诞生100周年和中国电影诞生90周年的活动中，金焰被中国国家广电总局选为126名“中华影星”和30位“世纪影星”（即“世纪奖”）之一。2005年，在世界电影诞生110周年和中国电影诞生100周年的纪念活动中，金焰获得中国电影表演艺术学会“百年百位优秀电影演员”的称号:234。同年，他主演的影片《大路》在香港电影金像奖协会为纪念中国电影诞生100周年举行的最佳华语电影一百部的评选中当选第30位最佳华语电影。

## 生平

### 出身

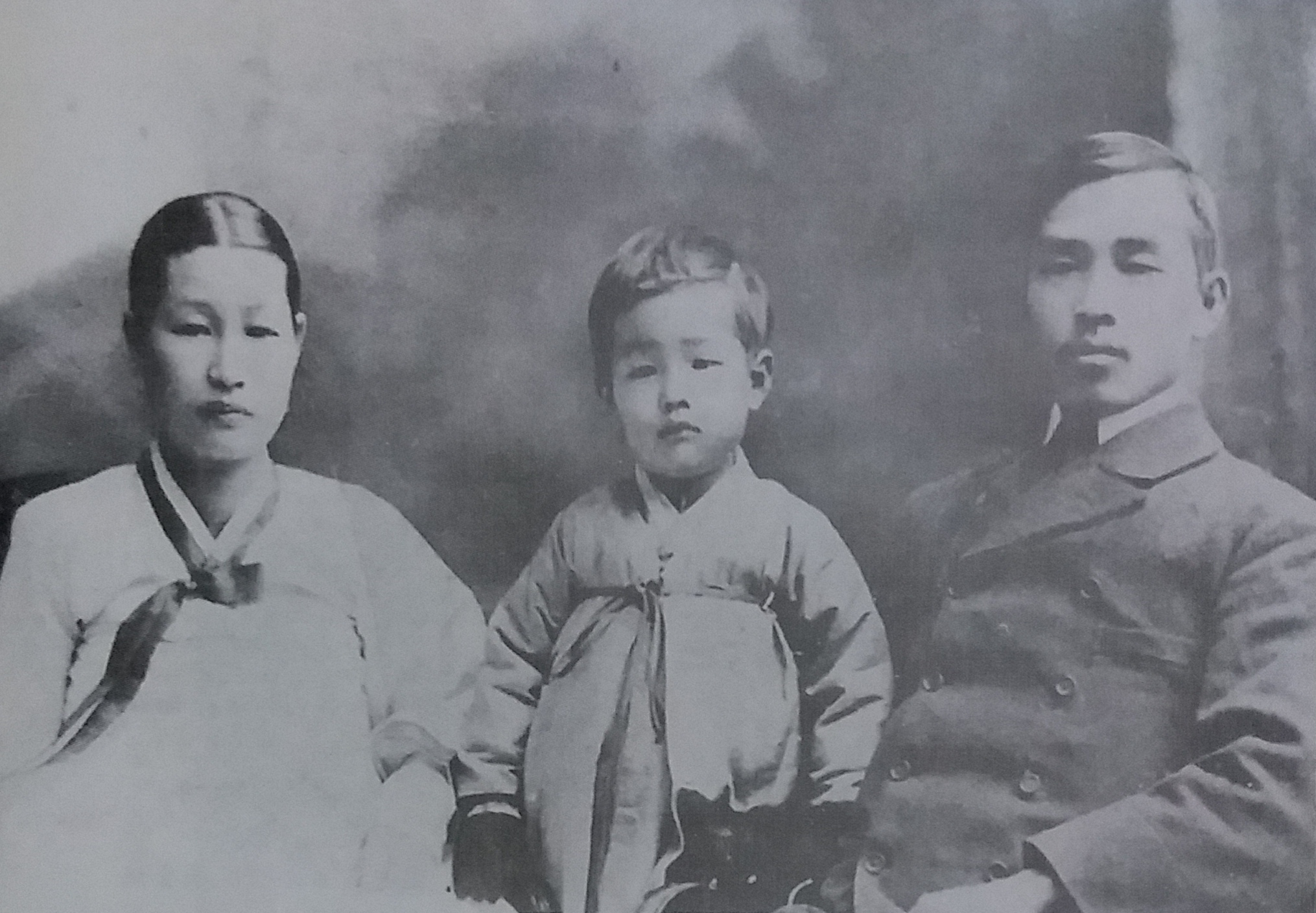
金焰父母和他的哥哥

金焰1910年4月7日出生于今韩国首尔市的一个韩国独立运动志士世家，在家排行第三，上有两位哥哥，下有两个弟弟和两个妹妹。他的父亲金弼淳、二姑金淳愛、二姑丈金奎植、三姑丈徐丙浩、表姐金玛利亚和表哥徐载贤都是韩国政府授勋的独立功臣:32-33。
金焰的父亲金弼淳是韩国世福兰斯医科学校的首届毕业生，后被留校聘为教授和校长，是韩国最早拥有行医执照的西医。他是韩国独立运动组织“新民会”的成员，也是其主要的活动资金提供者。1909年，安重根暗杀伊藤博文后，日本人加紧了对韩国独立志士的镇压。金弼淳身份被暴露，无奈之下于1911年12月31日深夜以到新义州出急诊为名，流亡中国东北。金弼淳流亡中国后，先后在通化和齐齐哈尔行医，并参加和资助韩国独立运动。他还在齐齐哈尔低价购置了一大片荒地，组织逃亡中国的朝鲜人建设日本人势力范围外的“理想村”。1912年，金焰和他的母亲和奶奶一行从汉城迁入通化:45-91。

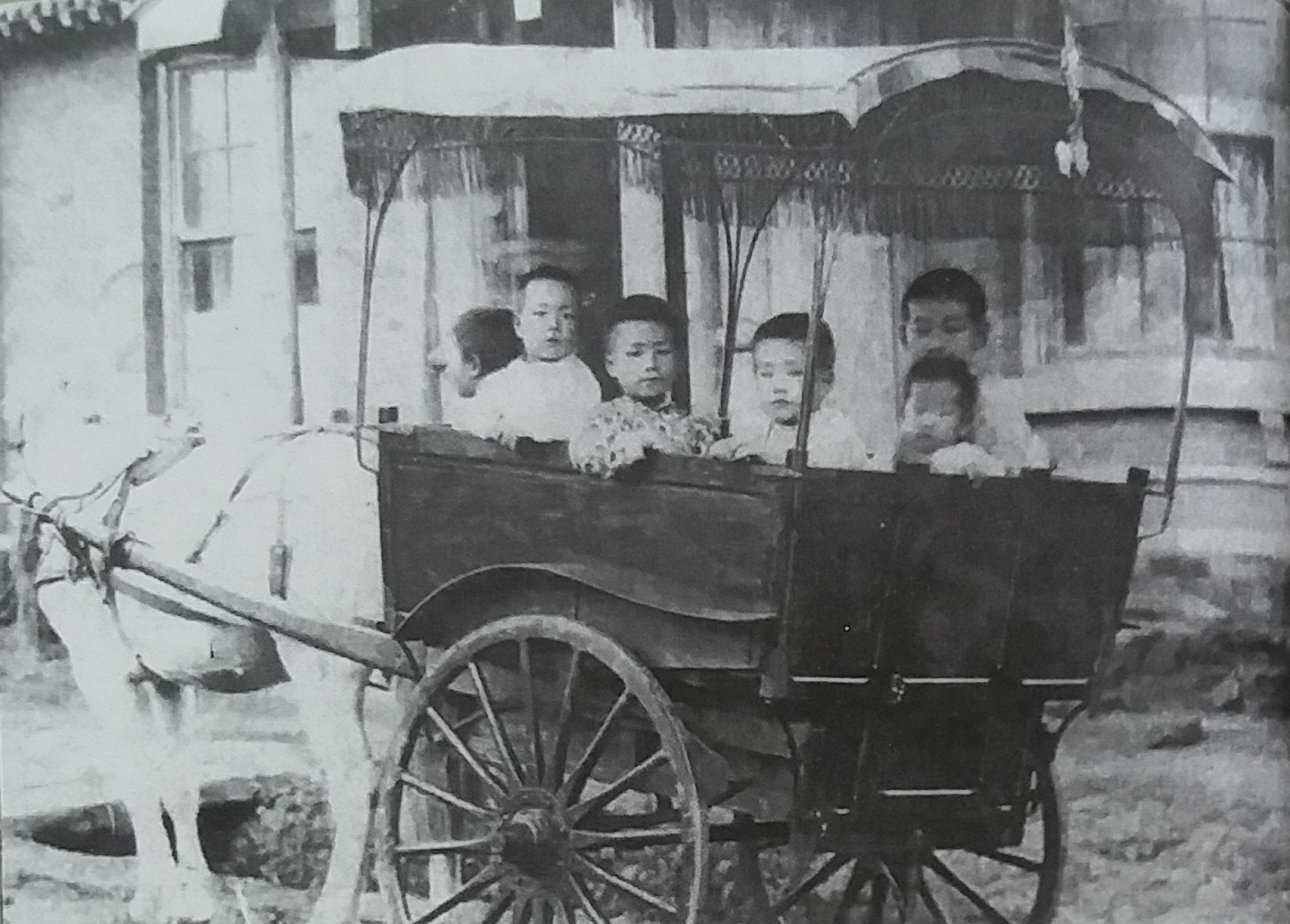
金焰（右三）1916年

1919年秋，金弼淳被一名混入他诊所的日本间谍毒死。由于他生前将大部分收入都用于资助独立运动，金弼淳被暗杀后，金家的生活变得非常贫困。金焰的小姑原本打算将他大哥金煐送到金弼淳的母校世福兰斯医科学校学医，继承父业。但世福兰斯医科学校当时已经是用日语授课了，加上金弼淳因涉嫌参与暗杀朝鲜总督，校方不肯接收他入学。无奈之下，他的小姑将金煐送到济南齐鲁大学医科学院学习，并资助学费和部分生活费。金焰的二哥金德虎则在齐齐哈尔市医院打工。:127-130

### 少年时代
1922年金焰从齐齐哈尔小学毕业后，家庭贫困使他无法继续上初中。次年，金焰的奶奶带着他和弟弟金刚到上海投靠他的大姑和二姑。1924年，金焰进入东方大学附属中学学习:327。金焰的二姑丈金奎植当时在复旦大学教英语，但薪水微薄。他的二姑金淳愛通过为韩国留学生提供食宿补给家里。金焰与表弟金镇东（金奎植与前妻的儿子）住在同一间屋，但两人矛盾很大。一次，他的大哥金煐来信询问奶奶、金焰和金刚的状况。他抄下金煐来信的地址，然后通过给寄宿生跑腿赚小费攒出去济南的车费，离家出走，去了济南。金焰的大哥在齐鲁医学院勤工俭学，经济压力很大。为不想影响大哥的学业，金焰最终还是又回到了二姑的家。当时他二姑已经从上海搬到了天津，他的二姑丈也调到了天津北洋大学任教。金焰被安排到天津南开中学三年级上学，后升入南开高中。:130-139

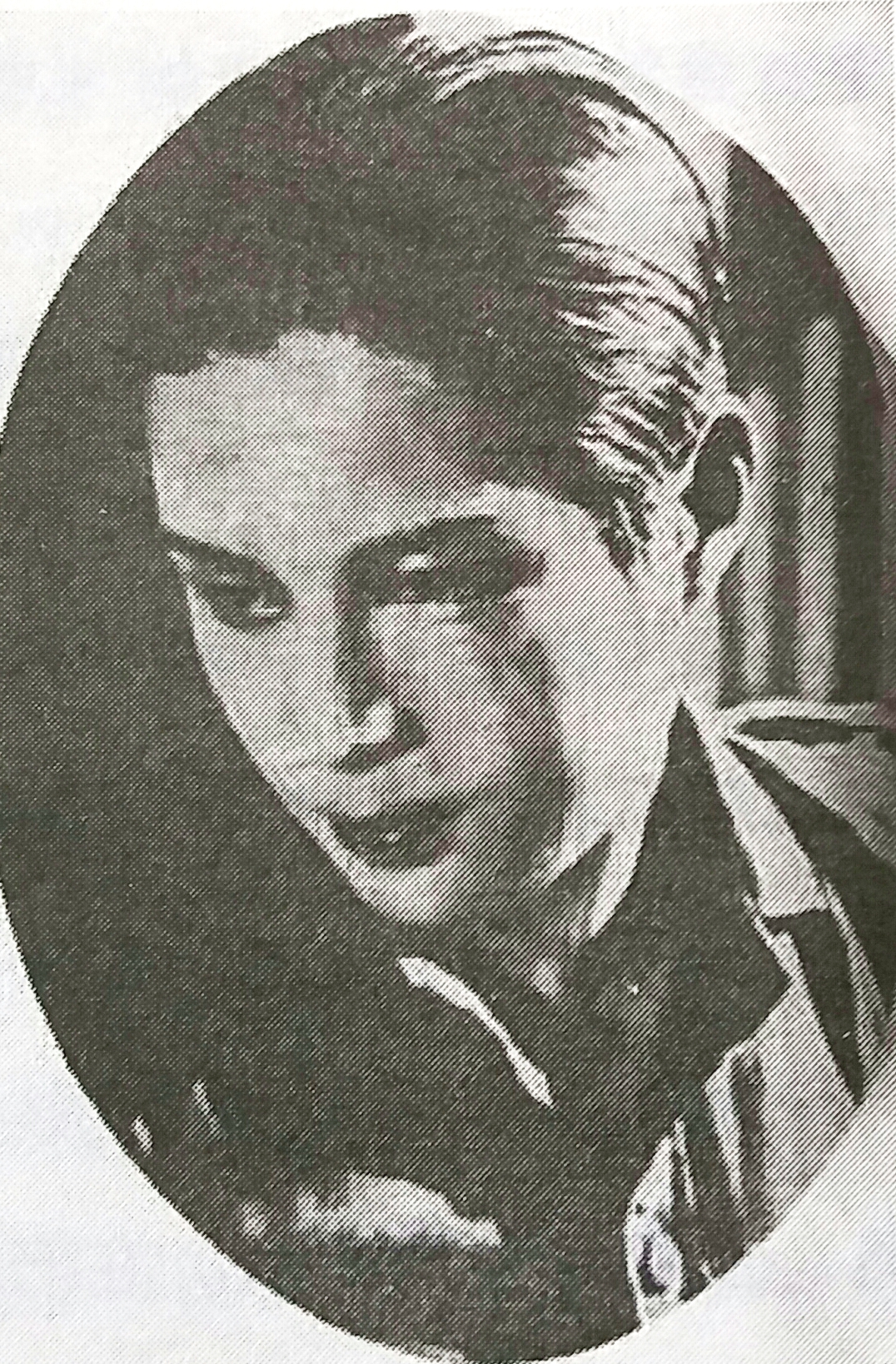
少年时代的金焰

金焰很喜欢电影。他所看的第一部电影是小时候在齐齐哈尔看的梅兰芳作品《天女散花》。那是英美烟草公司的一次营销活动，他用捡来的十个烟盒，换到那张免费的电影票。梅兰芳的表演给他留下了深刻的印象:133。自那以后，金焰的父亲也经常带他去看电影:141。在天津，他经常和朋友们聊电影，并有了去上海当演员的想法。在读完鲁迅的《呐喊》后，他还给自己起了个“金迅”的艺名:136-138。
不过，金焰的二姑和二姑丈都很反对他当演员，认为他不务正业，给金家丢脸。一次，金奎植发现金焰在家里看电影杂志，大发雷霆，并将杂志烧毁。不过，金焰并不想像姑丈或父亲那样通过读书成为教授或医生。二姑家在天津和在上海时一样拮据。如果他继续读书，再上大学那就需要亲戚们为他作出更大的付出。一天，他经朋友帮助，结识了民新影片公司导演侯曜的朋友，《大公报》记者何心冷。应金焰的请求，何心冷为他给侯曜写了封推荐信。在朋友的资助下，金焰后离家出走去了上海，并为自己取艺名“金焰”（金色的火焰）。:136-150

### 初入影坛
1927年3月，金焰坐船从天津回到了上海，拿着何心冷的推荐信去见侯曜导演。四天后，他得到了份场记的工作。同11月，金焰被民新电影公司解雇。他开始在电影院作检票员，一份既可以糊口又可以免费看电影，专研演技的工作，晚上睡在电影院的长椅上:157-159。一日，金焰经民新电影公司的导演万籁天介绍加入了田汉的“南国社”。1928年，金焰开始跟着南国社在南京、无锡、苏州等地巡回演出。不过由于缺乏富商的赞助，南国社不久便入不敷出，连自己创作的话剧都无法搬上舞台。金焰最终选择离开:166-170。

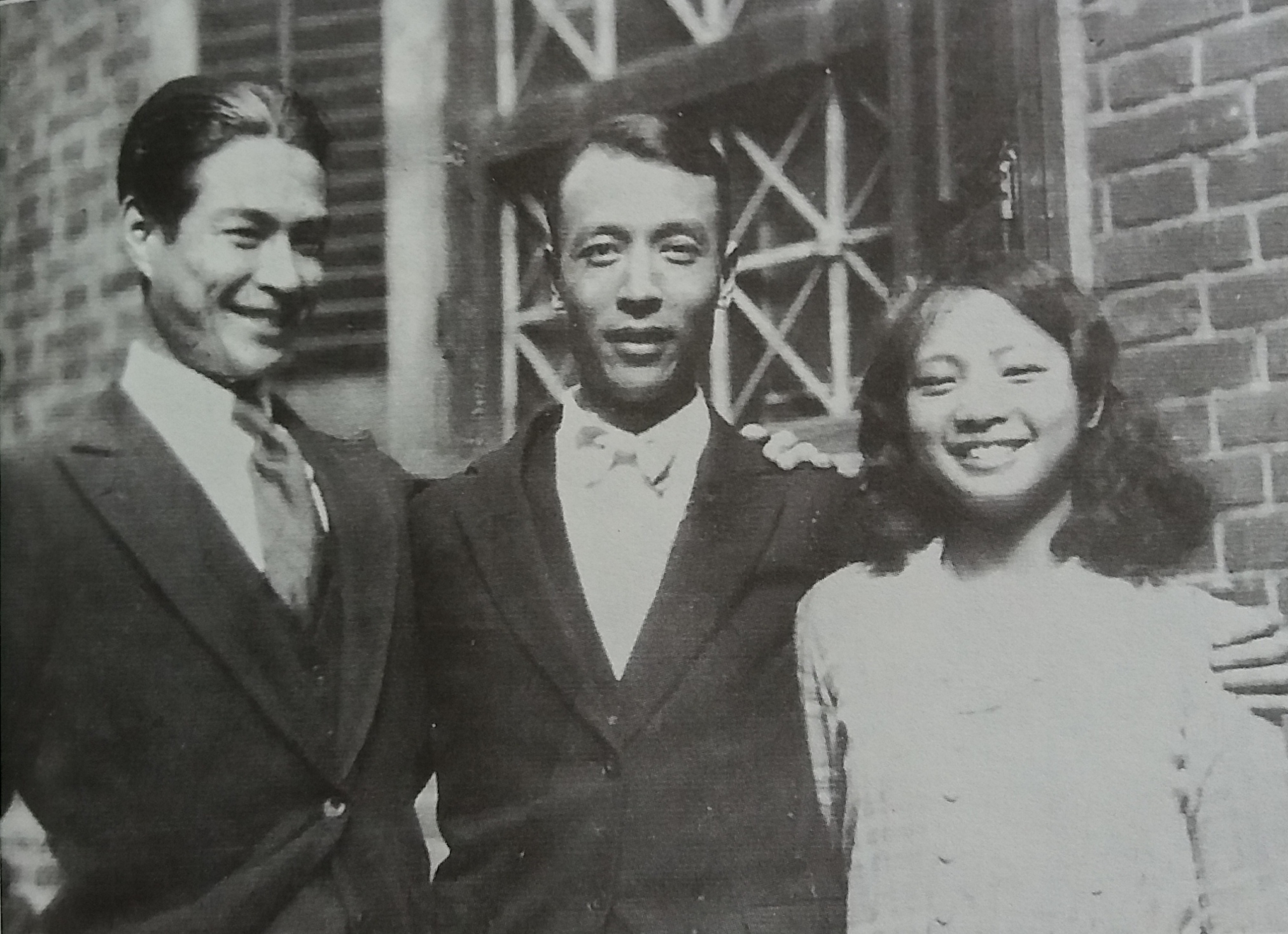
金焰、孙瑜、王人美（1934年）

离开南国社后，金焰又重新做起了检票员的临时工作。1929年的一天，从美国留学回来的孙瑜导演差人来找他。孙瑜看过金焰在《热血男儿》中扮演的一个小角色，并知道他在南国社演过话剧。他觉得金焰在《热血男儿》中显示出当时演员所没有的新青年形象，于是邀请他出演他的新片《风流剑客》的主角，并为他提供住宿。不过，由于该片故事老套，没有新鲜感，票房惨淡。与著名导演合作结果失败，金焰出于愧疚离开了孙瑜给他提供的住所，重新作起了检票员的工作。:170-173

### 一举成名
1930年，孙瑜再次找金焰，让他出演《野草闲花》的男主角。这部作品是孙瑜在小仲马的《茶花女》和美国电影《七重天》的影响下创作的，但又回避了《茶花女》的悲剧结局:173。《野草闲花》是部有时代气息的作品，大获成功。金焰与女主角阮玲玉也人赢得了“野草闲花不当春，郎才女貌配佳偶”的好评，被称为“金童玉女”:173-175:86。从此，金焰凭借新青年的形象迅速跻身明星行列:31:334。该片插曲《万里寻兄词》由阮玲玉和金焰共同演唱，孙瑜作词，孙成壁作曲，是中国电影史上的第一首电影插曲:21-22。《野草闲花》成功之后，孙瑜身体有些不适到乡下修养了一段时间。期间，金焰与阮玲玉、紫罗兰、高占非、陈燕燕等人在联华影业公司出演了《恋爱与义务》《银汉双星》《一剪梅》《桃花泣血记》《人道》《海外鹃魂》等作品，都获得了成功:307:19-20。

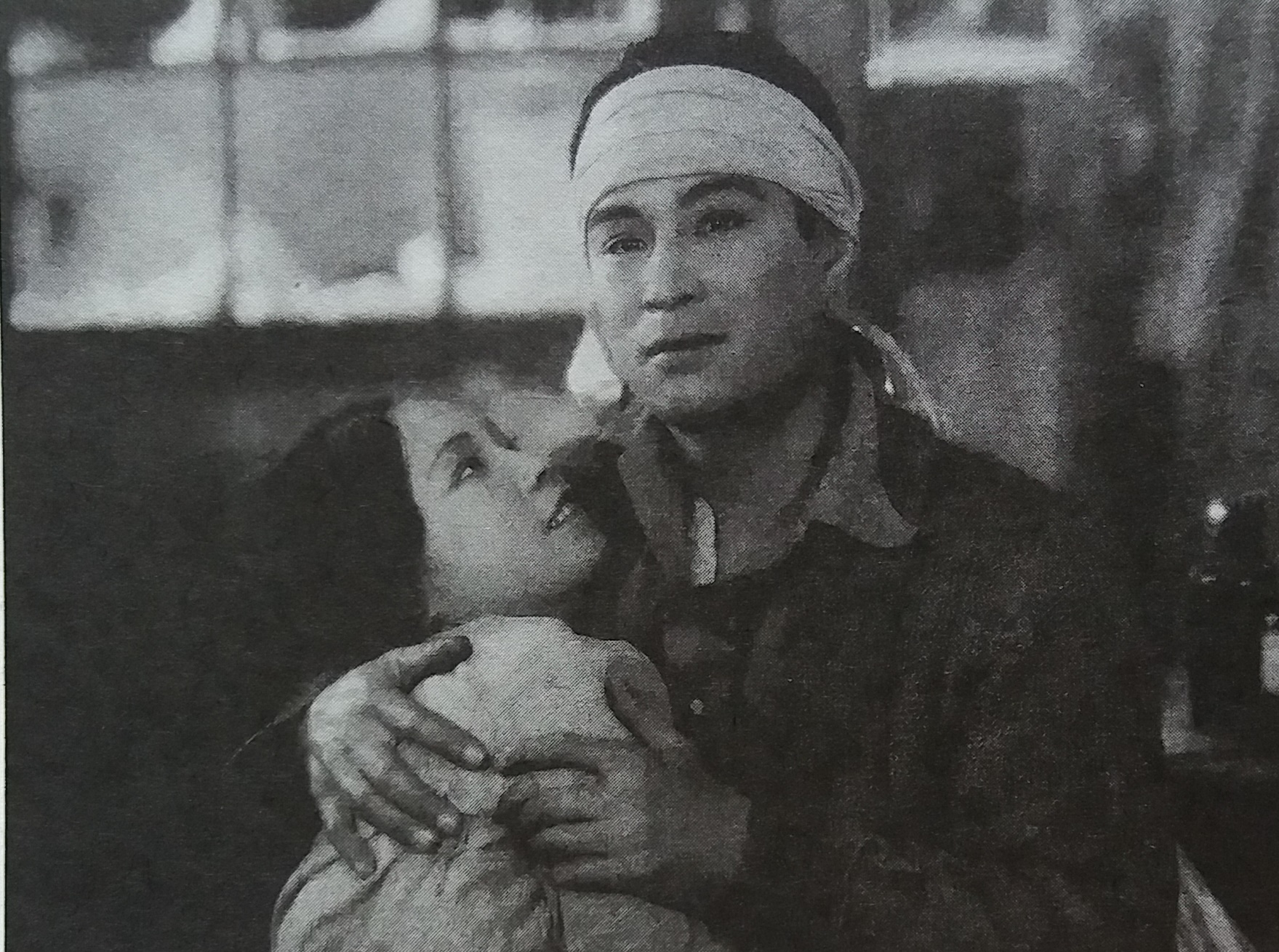
《野玫瑰》（1931年）剧照

1931年“九一八事变”后，孙瑜编写了浓厚抗日色彩的爱情故事影片《野玫瑰》剧本:85。该片在1932年一·二八事变期间拍摄完毕:87。面对外敌入侵，国民党当局采取的是“攘外必须先安内”的剿共政策。中国民间开始自发地组织抗日运动。在华的朝鲜人也积极开展了抗日运动。金焰和电影界的同仁们也开展了签名义卖活动，将收入捐给抗日组织:183-184。上海的电影业，因一·二八事变而遭到严重的迫坏。虽然国民党十九路军在上海坚决抵抗日本的入侵，但蒋介石却妥协退让，最终与日本签订《淞沪停战协定》。在这样的背景下制作放映的《野玫瑰》得到了影迷们的追捧。孙瑜在该片中再次大胆尝试新人，让从未拍过电影的明月歌舞团歌舞演员王人美出演女主角:85-89:177-184。金焰在该片中出演男主角。两人的合作使他和王人美成为当时上海最受欢迎的银幕情侣，两人也在拍摄此片时开始相恋:42-43。

### 成为影帝

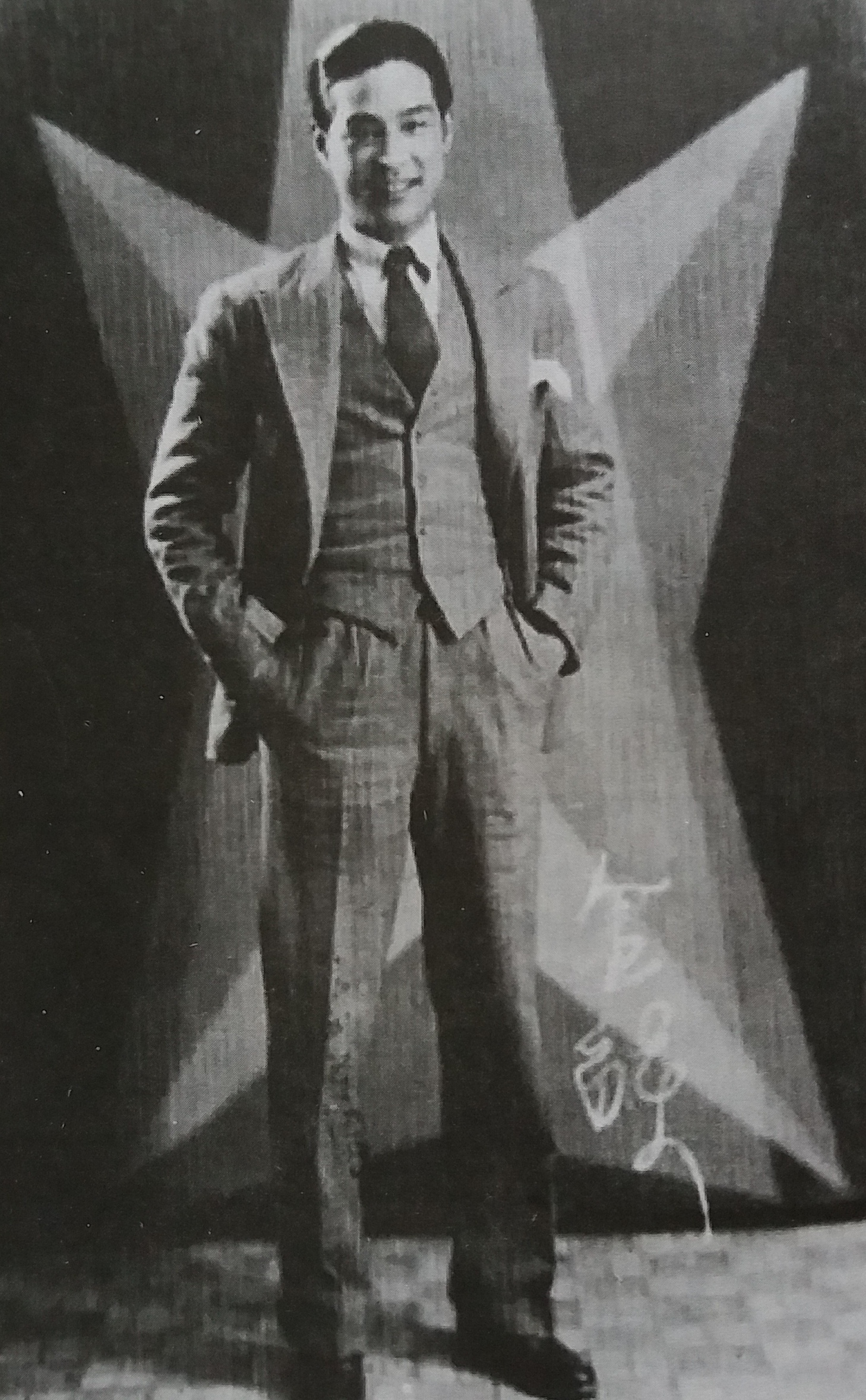
中国首位影帝金焰

1932年5月1日，《电声日报》刊登了“中国十大电影明星”评选活动。明星候选人由当时上海100多家的电影公司提名（其中实力最强的三家电影公司是“明星”、“天一”和“联华”），各电影公司都希望自己提名的演员能够入选。每隔几天《电声日报》就公布评选投票情况。1933年秋，“中国十大电影明星”评选活动结果揭晓，胡蝶（13582票）、阮玲玉（13490票）和金焰（13157票）获得了前三名。金焰是获得票数最多的男演员，在“观众最喜爱的男明星”、“最俊朗的男明星”和“观众最愿意作朋友的男明星”三项评选中摘冠，成为中国历史上的首位“电影皇帝”。当时他23岁:28-29。
1931年，“南国社”被国民党当局查封，田汉被通缉:34，他的家也在一·二八事变中被日军炸毁。金焰于是把他的老师接到他在联华的宿舍暂住。十九路军和入侵的日军在上海闸北区对峙期间，田汉还经常带着聂耳、金焰、王人美、黎莉莉、吴永刚、卜万苍等人到前线慰问伤员:122。1933年2月，上海成立中国电影文化协会，金焰和田汉都成为协会的执行委员。在田汉的鼓励下，金焰发表了公开信，表示“演员不做资产阶级的玩偶，要以自己的艺术为社会服务，为抗日反帝斗争效力”:124:184-185。金焰与金九领导的韩国独立运动组织也保持着联系。他从小就崇拜安重根。尹奉吉在上海虹口公园投弹炸死数名日军高官后，金焰打算以安重根的胞第安恭根为原型写一部《英雄血泪》的电影剧本，由他和王人美饰演男女主角。为了能亲眼见上安恭根一面，他曾在1935年亲自冒险将筹集来的资助金送到金九手中。不过，该剧本后来由于抗日战争全面爆发等种种原因未能写成。
金焰成名后，许多追求他的女影迷给他写情书。田汉闲暇之余看到这些情书，并以此为灵感写了电影剧本《三个摩登女性》。故事通过三女一男的感情纠葛，宣传进步女青年的抗日救国思想:122。由于田汉当时被通缉，在金焰的撮合下，联华影业最终以卜万苍编导的名义拍摄该片。穷苦人家出身的阮玲玉在听金焰讲述完故事梗概后，非常希望出演片中自食其力的进步女青年周淑贞。两人还表示如果电影失败，将承担全部损失。金焰在此片出演了男主角进步青年张榆。陈燕燕出演了爱情至上，空虚伤感的陈若英。黎灼灼出演了交际花虞玉。影片上映后风靡全中国，引领中国1930年代左翼电影浪潮，是当时最早引起轰动的左翼电影作品。不过该片胶片日后被毁于战火中，失传:115-118:180-181:34-36。

### 与王人美结婚

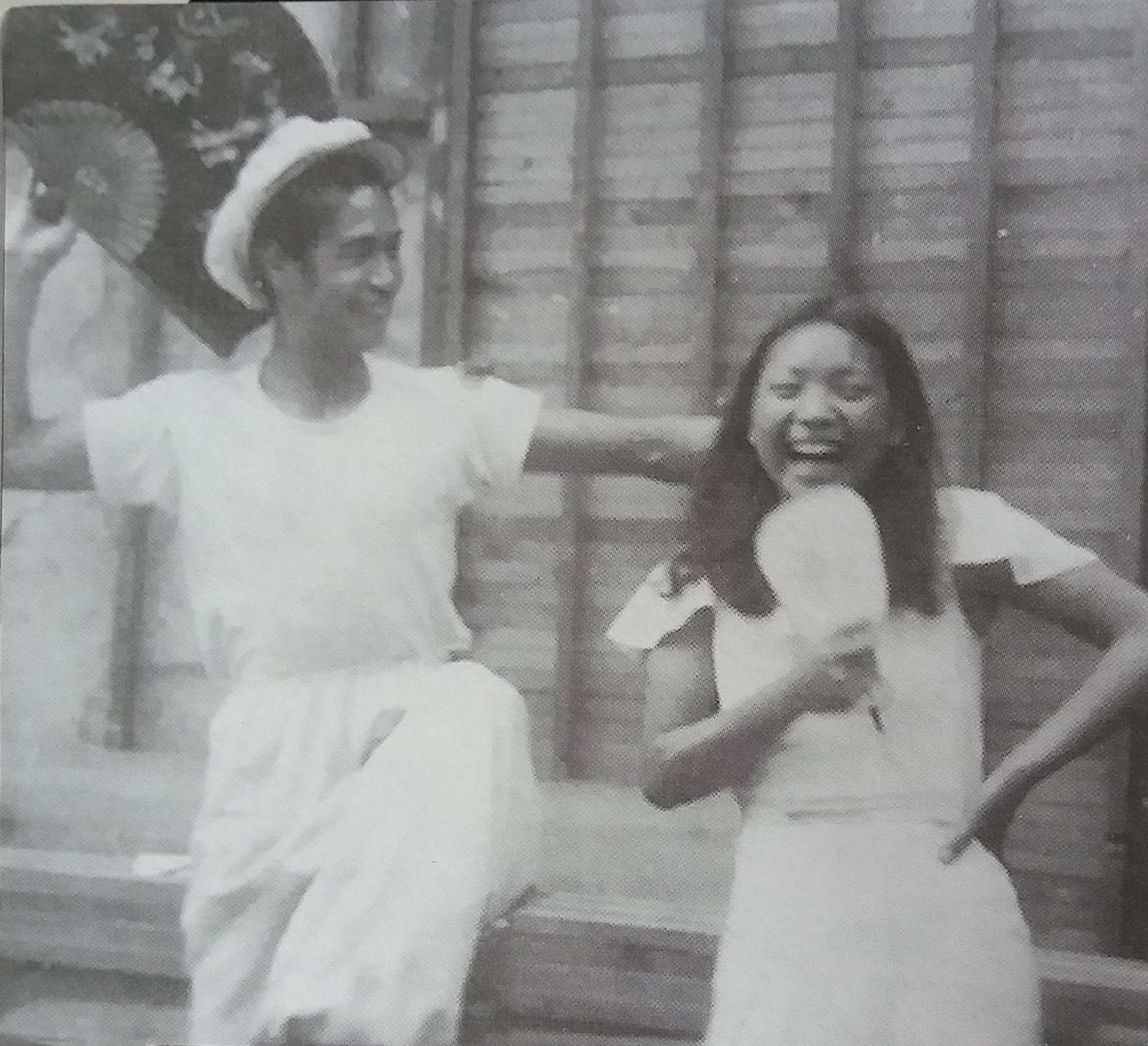
金焰和王人美

1933年11月12日，国民党“蓝衣社”捣毁了艺华影片公司，次日又以“上海电影界铲共同志会”的名义向上海的各电影院发出警告信说：“对于田汉、夏衍、卜万苍、胡萍及金焰等人编导、演出的鼓吹阶级斗争的影片，一律不许放映，否则以暴力对待。”，但金焰并没有畏惧。他的女友王人美也愈发地支持他，准备在年底与金焰结婚。王人美的二哥非常反对他们的婚事，甚至在《电声周刊》上发表文章说不允许他的妹妹与高丽人结婚，还攻击金焰虚荣，不爱打猎却收藏好几把昂贵的猎枪。王人美看后比金焰还生气，随后也在《电声周刊》上发表了一封针锋相对的公开信:124:185-187:43-45。
在1933年年末联华影业辞旧迎新晚会上，金焰与王人美举行了一个朴素的婚礼。孙瑜为他们主持了婚礼。婚礼上王人美和金焰都只是穿着蓝布褂。新娘没有穿婚纱，也没有佩戴名贵的首饰。当时在全国颇具影响的生活杂志《良友》画刊在1934年新年伊始，率先长篇报道了“电影皇帝”和“小野猫”的新婚蜜月。之后，各地媒体都纷纷津津乐道地报道了这对银幕情侣的婚事。:-187-189:124-125:43-46

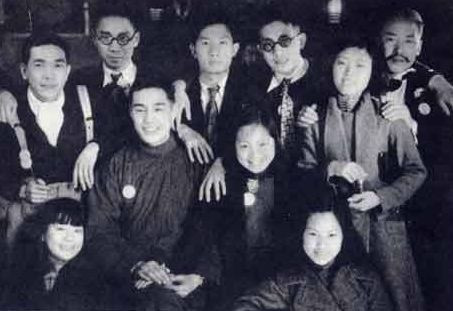
王人美与金焰结婚照

### 未名篮球队
金焰是个爱好体育运动的人，他在天津南开中学上学时篮球、足球、棒球、垒球，几乎所有体育项目无所不好。1932年，他和联华的几位篮球爱好者组织了篮球队。当时的演艺名流热衷的都是夜总会、燕子窝（鸦片烟馆）之类，而金焰却热衷于体育，因此篮球队当时很显眼。篮球在当时价格很高需要十块银元（当时一石米才卖八块），球队于是向联华公司的老板罗明佑求助，买了个篮球，球队也因此最初被命名为联华篮球队。后来，篮球队得到不断地扩充，明星影片公司的梅熹、孙敬，天一影片公司的田方，在银行工作的胡业培，金焰的四弟金刚，从东北大学来沪的陈天国和在上海政法大学读书的刘琼都加入了篮球队。由于新加入的队员都不是联华的人，以及球队经济状况的改善不必依附于联华，篮球队在吴永刚的建议下，改称“未名篮球队”。这个名称是吴永刚受法国一个‘未名社’的穷人文艺团体的名称启发下产生的。王人美也是从小喜欢运动的人。续未名篮球男队之后，未名篮球女队也成立了。王人美是未名篮球女队的队长。队员包括天一公司的演员梁笃生的夫人黄雁群，刘琼的女友新华歌舞团的歌舞演员严斐和其它非文艺界人士。:-194-195:132-134:24-27

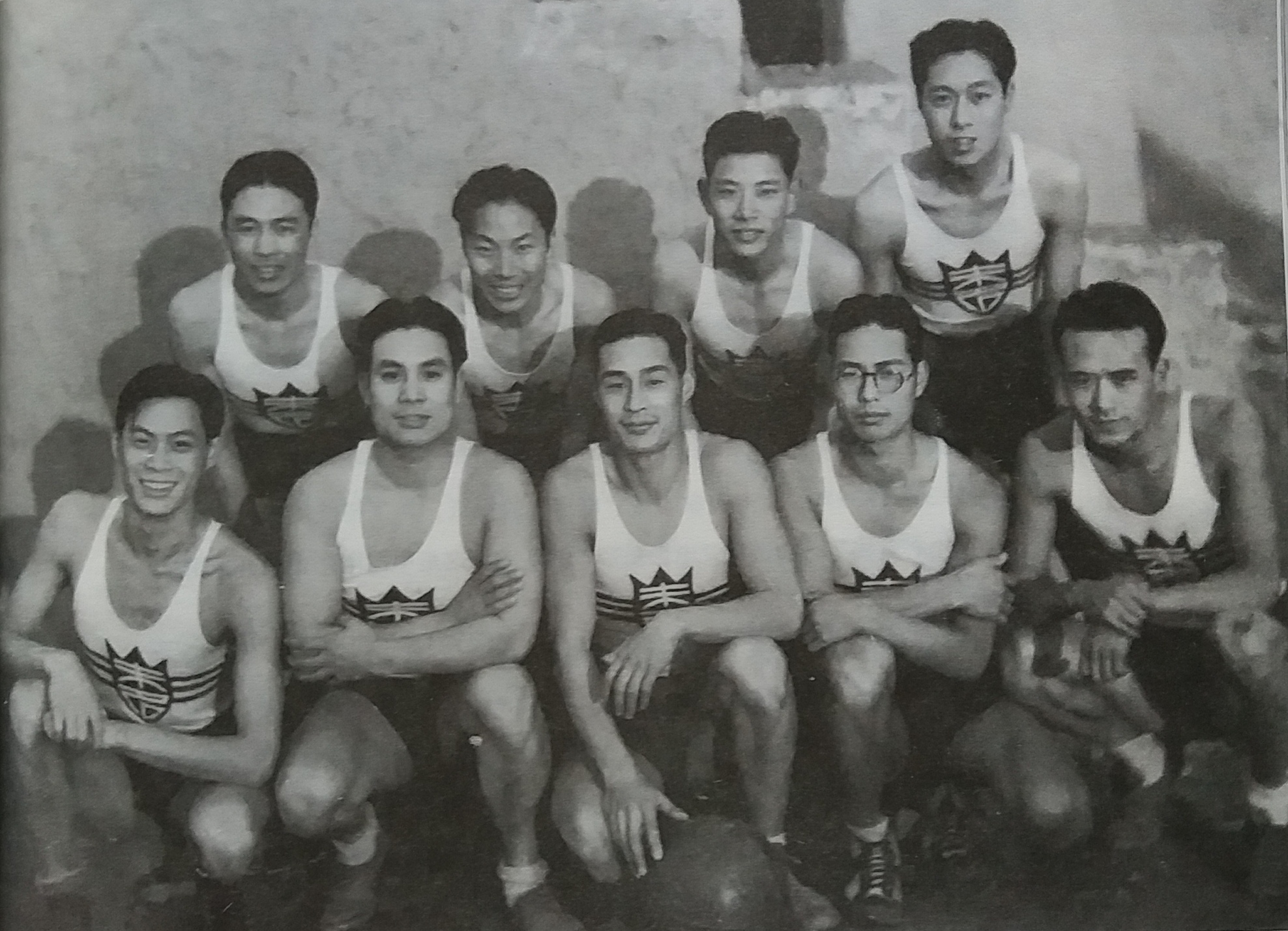
未名明星篮球队

未名男女篮球队平日参加各种比赛，以及区、市篮球联赛。男队曾获得沪西区篮球联赛的冠军，之后参加了上海市的联赛。在预赛中，未名篮球队遇到了上海最强的球队之一“华联”队。由于轻敌，华联队在上半场输给了未名队。在下半场，华联想极力挽回局面，但直到离终场结束仅几分钟，也才仅赢一分。关键时刻，金焰篮下得球，周围也没有华联的队员拦截，他只要投球便可稳得两分获胜。但他犹豫了一下，还是把球传给了队员。结果未名队仅以一分之差败北。散场后，队员们都埋怨金焰但，他却一点也不生气。当时参赛还有黑社会组织的“优游”队，和“海贼”、“麦令斯”两个外国队。金焰认为华联实力远超未名，因轻敌被淘汰会太可惜。于是他宁可输球，也要正派强队华联进入决赛。:138
1935年初春，有人邀请未名篮球队去南京打三场比赛，包往返路费以及食宿。当时，金焰正为田汉被捕入狱，被押在南京瞻园中央监狱之事焦虑。一听有去南京的机会，他满口答应下来。王人美等人作为拉拉队也一同前往。一到南京，金焰就与吴永刚悄悄地开始了营救田汉的工作。国民党交际处的科长王普笙与戏剧界的人很熟，也了解田汉。金焰计划在戏剧和电影界进步人士的协助下，与国民党内的进步人士交涉，将田汉营救出来。金焰的妹妹炜那与电影界和戏剧界的进步人士关系很密切。她帮助金焰和吴永刚与王普笙取得了联系。在南京的篮球比赛中场休息，观众们喊着要未名队表演特别节目，队员们演唱了事先排练好的电影《大路》的主题曲《大路歌》。王人美也演唱了《渔光曲》。赛后，金焰和王人美又应邀到南京中央电台录制了特别节目，南京的上空又响起了《大路歌》和《渔光曲》。:-195-197:138-139

### 《大路》和《壮志凌云》

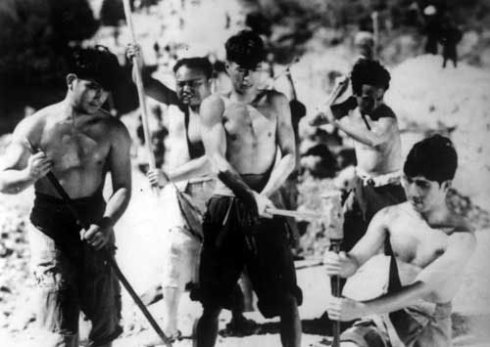
《大路》剧照

1934年春，金焰和王人美搬家，和孙瑜成了邻居。孙瑜经常来金焰家和他商量影片《大路》的拍摄，夏衍偶尔也会参加。《大路》是孙瑜执导的一部反映年轻筑路工人为抢修重要的抗日军用公路被敌机轰炸牺牲的电影:190-193:78-79:126。影片在1935年春节，在上海首映，获得空前成功，成为在中国电影史上占有重要地位的一部电影，也是孙瑜最成功的代表作之一。当时的影评称该片是“一张硬性片子”，“民国二十四年国片运动第一个示威炮”。由金焰主唱，其他演员合唱的电影主题曲《大路歌》、《开路先锋》也成了当时风靡全国的流行曲，连没看过影片的人都能哼上几句。这两个曲子由聂耳作曲 。由于影片表达的一致抗日愿望与当时蒋介石政府“攘外必须先安内”的剿共政策相背，在拍摄期间就被一些人认为是赤片。影片上映后，江西还发生过烧毁电影拷贝的事件:126。

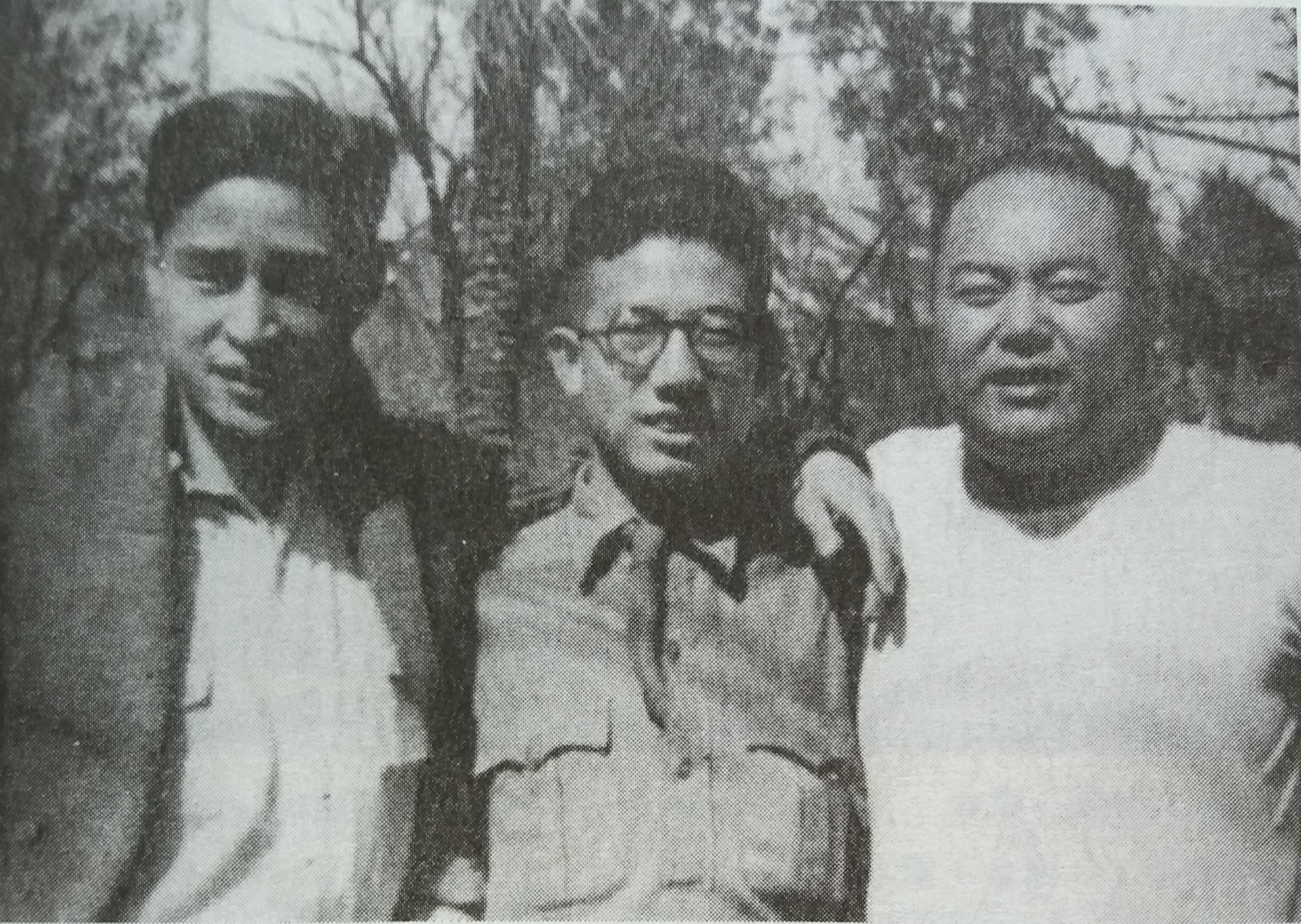
金焰（左一）与吴永刚（中）、章志直（右一）

1936年，日本以中国破坏《塘沽协定》为由，入侵华北五省。《壮志凌云》就是在这一背景下拍摄的。该片的编导吴永刚以前是联华的一名美工，和金焰亲如兄弟。他在写《壮志凌云》剧本时几乎住在金焰家，与金焰、田方、王滨等人一起构思故事的情节。当时金焰的大哥金煐因腿病在上海修养，有时也参加他们的讨论，讲些朝鲜人在东北抗日的故事。《壮志凌云》的剧本是综合了大家的故事后成型的:206-208:146-147。剧本起初以日本入侵东北为背景，开拍前就遭到了国民党中央电影检查处的反对，剧组只好把东北改成边省，敌寇改为匪徒。歌词的背景也从1930年代改为1920年代初，变成指责封建军阀统治时期。影片最终在1936年9月开机。金焰和王人美分别出演男女主角。影片在拍摄完毕在上海租界内公映时，日本租界当局给影片判了“禁放”的死刑。当时正巧薛伯青抢拍的《绥远前线新闻片》在金城大戏院公映，引起轰动。租界当局迫于民众压力同意《壮志凌云》进行删剪后公映。吴永刚暗地准备了删剪版和完整版两个版本。在电影院里放映的是完整版，如遇异常情况就改放删剪版，在放映《壮志凌云》时，还加映《绥远前线新闻片》。影片公映后，观众反应强烈，被当时的媒体称为“充满刚毅勇敢和血腥气味的一部纯粹的国防影片”。1937年，上海沦为孤岛后，新华影业公司曾被命令交出该片的拷贝，但当时影片拷贝已经被转移到了香港。太平洋战争期间，日本占领香港后曾发现一部《壮志凌云》的拷贝，当场就销毁了。:208-210:147-150

### 八一三事变
1937年8月，日本人第二次进攻上海，原先住在金焰家的田方、王滨和于民都参加了救亡演剧队，去了延安。金焰当时有三四个片约，没有跟朋友们一起走，而是搬进了租界，看看事态的变化:210-213:165。金焰从小喜欢机械、建筑。结婚后，他设计过书桌、书架，有时也把自己做的桌椅送人。搬到租界后，金焰报考了美国万国函授学校的建筑系。不过入学后，他发现听课的时候经常走神儿，建筑对他来说只是兴趣而已。他开始后悔没能和朋友们一起去延安。经过反复的思考，他最终决定去南京报考飞行员。他在南京与另外的16人每天都进行辛苦而枯燥的训练。金焰原本是个全能运动员，因此他对自己报考飞行员很有自信。但结果并不如他意，在最后一轮的考试中，金焰却惨遭淘汰，只好又回到了上海。:213-214
1937年11月，随着战火的蔓延，上海沦为孤岛。日军占领南京后，进行了惨绝人寰的南京大屠杀。由于金焰是影帝，日本人渗透上海电影圈后，开始拉拢金焰拍摄亲日电影。最初日本人找了亲日派的刘呐鸥撮合，但被金焰坚决拒绝。一天，日本人邀请金焰出席一个隆重的晚宴。晚宴上，一个出使朝鲜路过上海的日本少佐用朝鲜语和金焰搭话：“金焰，你是朝鲜人，应该带头为我们大日本帝国服务。要不然就得做好心理准备，不快随时会找上你啊。明白吗？”但抗日世家出身的金焰当场拒绝与日本人拍片。:214-216:166

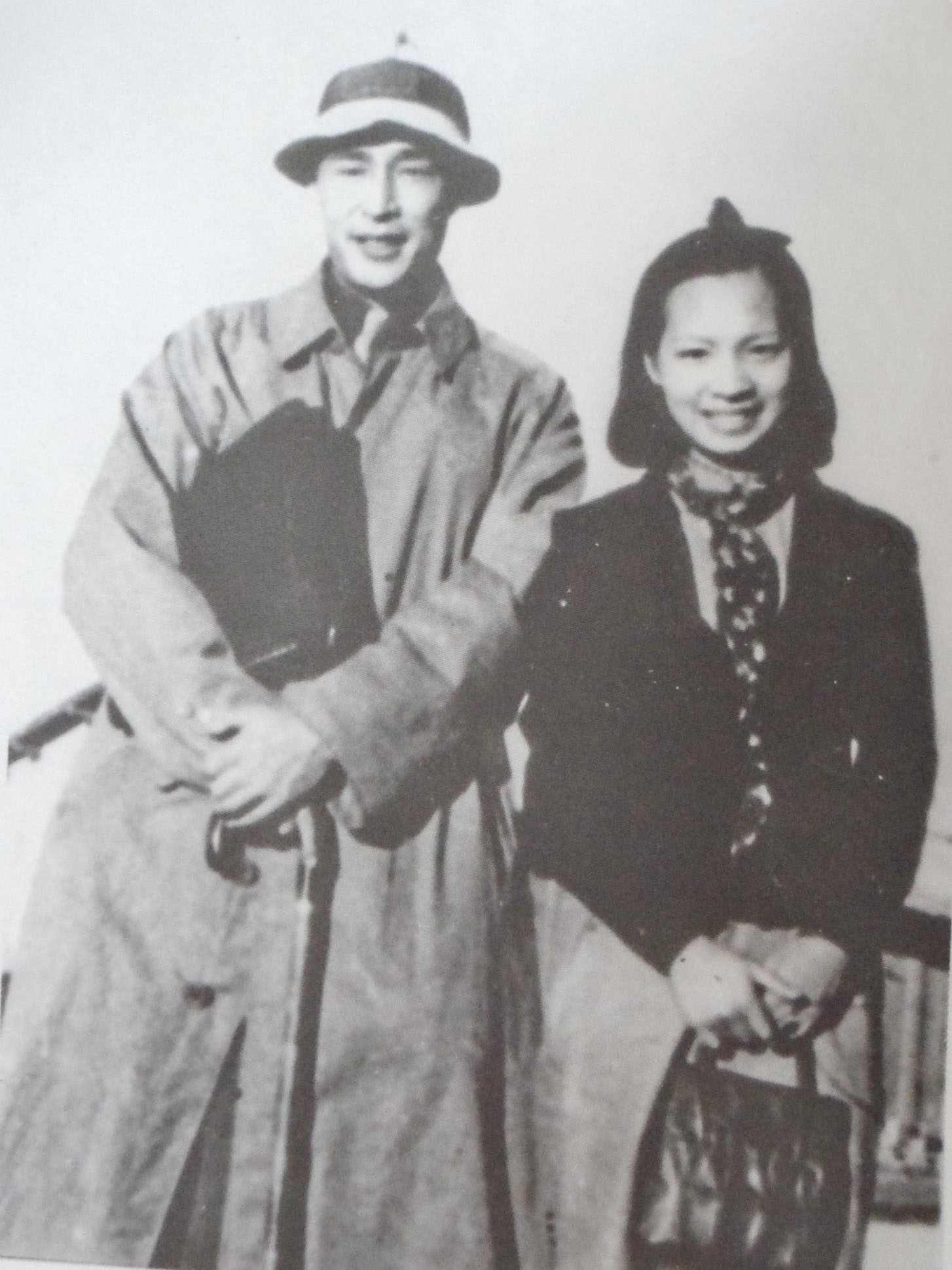
1938年金焰和王人美在朋友们的帮助下登上开往香港的邮轮。

第二天，金焰发现他已经失去了自由，他的家被人监视，他和朋友们的活动也被人跟踪。他找到吴永刚和章志直商讨对策。最终，吴永刚想出了一个帮助金焰逃离上海的方法。他们先以保险公司职员陈氏的名义买了两张直达香港的船票，然后托人为金焰和王人美办了两张防疫证。临走的那天，陈氏夫妇按着正常程序通过检查后，从码头上了接客船，之后上了大船。吴永刚、刘琼、严斐、章志直等人和金焰夫妇雇了条摩托艇去送客，摩托艇一直开到大船的旁边，陈氏夫妇下了船。在大船鸣笛起航时，金焰和王人美代替陈氏夫妇登上了去往香港的邮轮。吴永刚、刘琼等人在小艇上一直等到大船消失在吴淞口外，估计特务无法追上大船时才慢慢地返航。就这样，金焰夫妇在朋友们帮助下，成功摆脱日本人的监视，去往香港。:216-217:166-167:102

### 逃亡生活和离婚
1938年秋，金焰和王人美来到香港后，居住在九龙半岛。一年后，他们收到孙瑜的邀请让他们俩参加拍摄中国首部反映空军作战的电影《长空万里》。当时孙瑜在重庆中央电影摄影场做导演。但影片《长空万里》的大部分戏份是在昆明的一所航空学校拍摄。因此，金焰和王人美买了机票，从香港直飞昆明。在完成昆明的外景拍摄后，金焰跟随摄影队去了重庆继续拍内景戏。由于王人美没有内景戏，就先行返回香港。由于战乱，影片在重庆的拍摄拍拍停停，直到1940年年底，金焰才返回香港。金焰和王人美的感情在此期间出现婚后的第一次裂痕。:217-219:171-173
1941年12月8日太平洋战争爆发后，金焰和王人美从九龙逃往香港岛。在香港岛，他们遇到了为躲避皖南事变镇压而来到香港的吴永刚。12月的一天，日军轰炸香港，金焰、王人美和吴永刚躲进一家银行的仓库里。由于日军进攻非常突然，他们事先没有准备任何食物。三人在银行仓库内没吃没喝呆了两天两夜，王人美因严重脱水几乎要休克。金焰最终决定和吴永刚出去找些吃的，但是走出没多远就被日本兵捉住，被迫为日军做杂役。在被俘的第五天晚上，两人在溪边打水时，趁日本兵监视松懈，冒死逃回家中。王人美当时已经回到了家中。当天，她等到晚上不见他俩回来，就趁着夜色，几乎是爬着回到家中。1941年的圣诞节，香港失陷，三人扮成苦力逃出香港。:219-221:173
1942年2月，金焰和王人美经过两个多月，跟随难民潮步行500多里，来到了桂林。王人美选择留在了桂林，而金焰则继续前行，在5月份到达了重庆的中央电影摄影厂。他原本想重新投入到电影事业中去，但由于过去拍了许多抗日和反腐败的影片，被国民党控制的电影厂以胶片不足等种种借口阻挠他拍片。无奈之下，金焰选择了离开。经人推荐，他拿出大部分积蓄与人合伙从事建筑行业，不过由于行业暗淡，又被同行业者欺骗，结果以失败告终。7月，金焰来到了当时免受战争之苦的昆明，后又去了印度。1943年春，金焰经过几个月的长途跋涉，经成都回到重庆。王人美当时也从桂林来到了重庆，寄居在他大哥王人旋的家里。两人重聚后，从朋友那里借了幢位于南岸黄山亭的别墅。当时的重庆正遭受日军的轰炸。那年金焰生日，尽管他无心庆祝，但王人美还是为他准备朋友聚会。来访的客人中包括陈天国和秦怡。:223-227:173-176
1943年6月，万籁天导演邀请金焰去成都参加中华剧艺社话剧《罗密欧与朱丽叶》的演出。当时，金焰原本打算去延安与田方等老朋友一起演话剧。但万籁天是把金焰引荐给田汉的人，因此金焰感觉对他有知遇之恩，还是接了下来，去了成都。王人美则留在重庆。《罗密欧与朱丽叶》公演后获得了最大的成功。华西大学英文系的教授还发表评论文章称赞其是中国话剧史上迄今为止对此剧诠释最完美的一部作品。当时有五所高校在成都避难。《罗密欧与朱丽叶》在特殊时期进行了长期公演。金焰表哥载贤的未婚妻在读的金陵大学，也在成都继续开课。一次演出结束后，她主动前来和金焰相见。王人美也来到成都看他。1943年年末，剧组为他们两人举行了结婚十年庆祝。1944年春，王人美应王普笙之邀去昆明参加了大鹏剧社。她在郭沫若的历史剧《孔雀胆》中饰演了阿盖公主，并在阳翰笙的《天国春秋》里饰演了农民起义军女英雄洪宣娇。6月，金焰也来到了昆明，参加《孔雀胆》的演出。不过大鹏剧社不久就因种种原因解散了。之后，金焰在昆明一个朋友的汽车修配厂当副厂长，王人美在美军驻昆明基地做打字员。在此期间，金焰提出了离婚，王人美同意了。两人在平静地离婚后维持了朋友关系。:228-231:176-179

### 与秦怡结婚

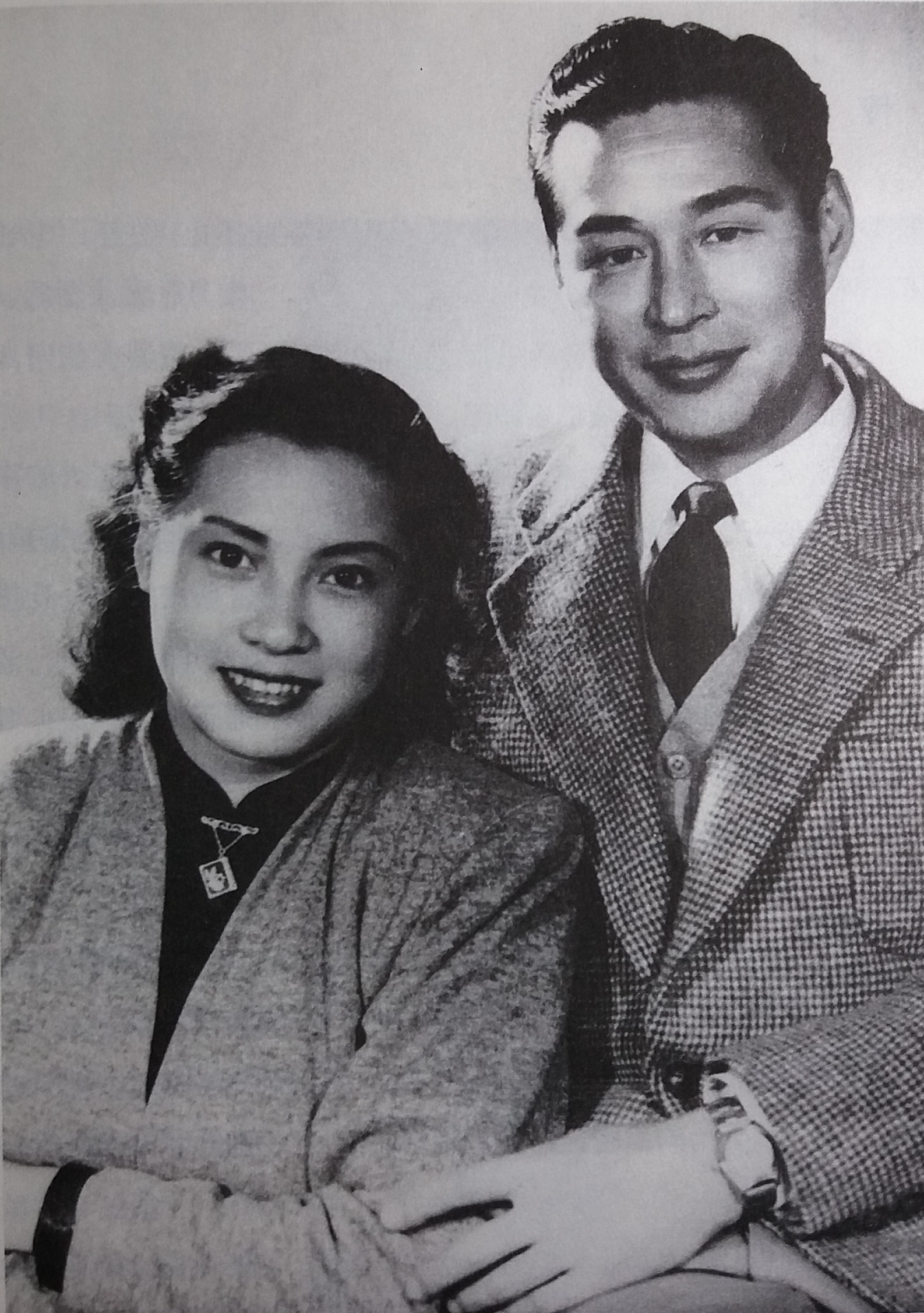
金焰与其第二任妻子秦怡

1945年8月15日，日本无条件投降。同年11月，一些昆明的大学生自发组织了反对内战的示威游行活动——“昆明事变”。金焰也因“英运汽车事件”被牵连，入狱5天。被释放后，他去了香港。期间，旅居美国的孙瑜邀请他去美国和黎莉莉拍摄一个介绍美国风情的中美合作影片。由于战争的破坏，以及国民党对电影业的审查，中国当时许多电影精英去了美国。胡蝶就是这个时候移民美国的。1946年5月，金焰回到上海办理出国手续，等待孙瑜消息期间，他于11月参加了电影《迎春曲》的拍摄。:329:233-234
金焰回到上海后，住在好友刘琼的家里。刘琼和陈天国也是好朋友。当时陈天国有了新欢，秦怡结束了不幸的婚姻，带着女儿斐斐回到了上海。1946年除夕，刘琼把金焰带到了秦怡家聚会，安排两人认识。当时，刘琼和秦怡即将在《忠义之家》中分别扮演男女主角。之后，金焰和秦怡经常见面，后相恋。秦怡的初中同学，电影影星胡蝶的堂弟胡业祥被国民党军方派往美国学习空军，学成回国后，也开始追求秦怡。不过，秦怡对国民党没有好感，因此没有接受国民党空军飞行员胡业祥，写信让他以后不要再来上海找她。情敌的出现，加速了金焰与秦怡的结合，两人后同居。金焰也放弃了去美国发展的计划。:173-184:235-242
1947年冬，秦怡应香港建华影业公司的邀请到香港拍影片《海茫茫》。金焰当时也一同跟她前往，两人公开同居住在“万邦”酒店。金焰和秦怡都经历过一次失败的婚姻，认为结婚只是一种形式。两人来到香港后，他们的老朋友吴祖光、吕恩夫妇和画家丁聪等都劝说他们结婚，这样才能使内容和形式完美结合。就这样1947年12月15日，金焰和秦怡在朋友们的张罗下在香港宇宙俱乐部举行了婚礼。当时由于国共两党内战进入白热化阶段，许多受国民党威胁的文艺界人士云集香港。郭沫若、夏衍、吴祖光、陈云裳、朱石麟、袁美云、舒适、苏怡、翦伯赞等都出席了他们的婚礼。婚礼由吴祖光主持，素有中国文艺界泰斗之称的郭沫若做了两人的证婚人，在他们的结婚证书上题写了“银坛双翼”四个大籇字，所有参加婚礼的人都在结婚证书的下半截签了名。香港《大公报》对婚礼做了生动的报道。:184-187:113-115
1948年春，秦怡拍摄完《海茫茫》后，拒绝了电影公司大老板张善琨的签约邀请。恰巧，秦怡也怀孕了，并希望回到上海照顾自己的母亲。金焰当时有和永华电影公司签订长期合约的机会，但知道秦怡惦念家人，也放弃了留在香港发展的机会，与她一起回到上海。回到上海后，金焰与白杨合作拍摄了袁俊（张骏祥）编导的《乘龙快婿》。1948年7月，《乘龙快婿》公映不久，秦怡和金焰的儿子出生，取名金捷。之后，两人一起主演了汤晓丹导演的抗战影片《失去的爱情》。这是中华人民共和国成立前拍摄的最后一部电影，也是金焰和秦怡唯一的一部合作影片。:188-191:121-131

### 1949年之后

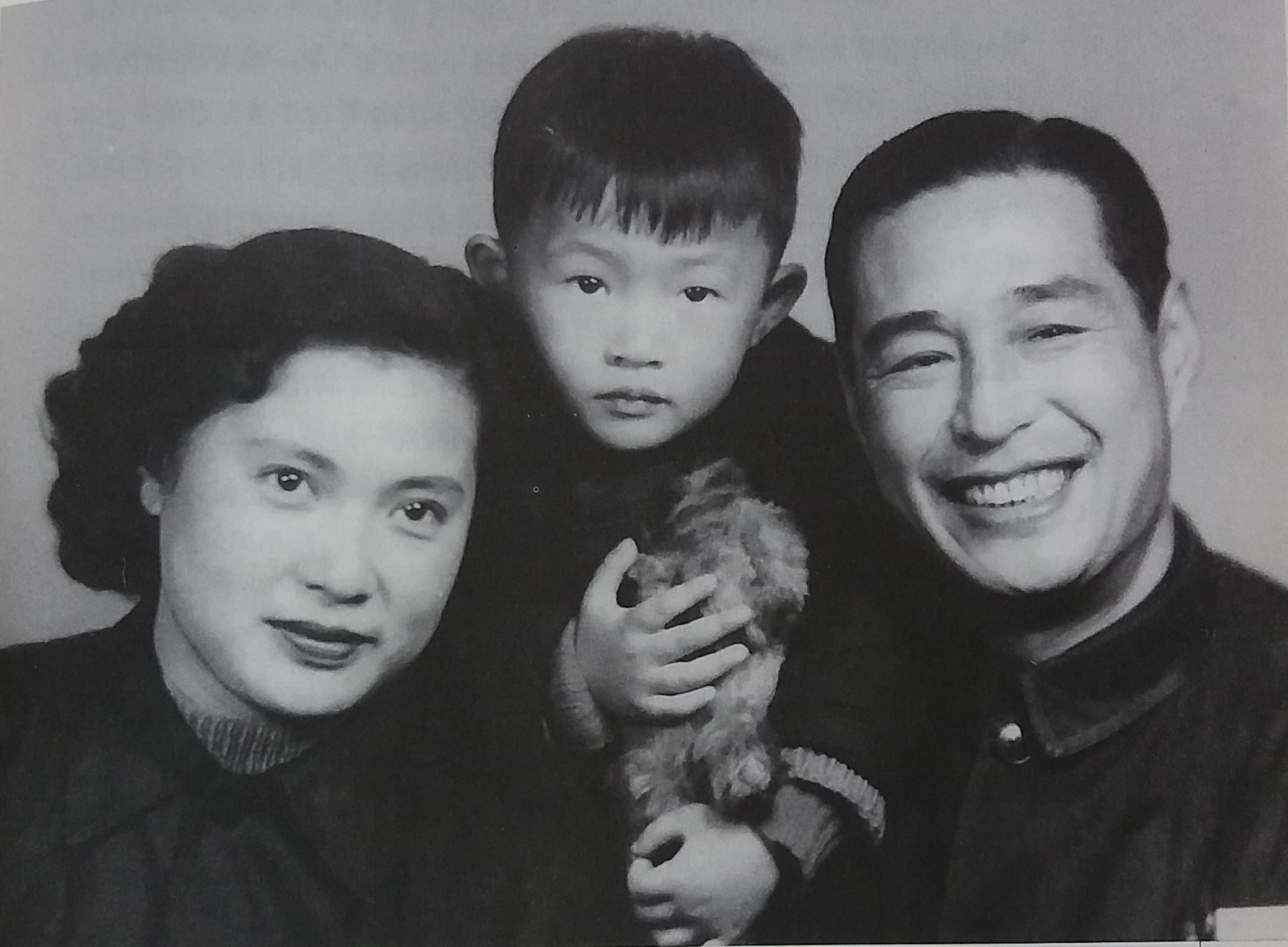
金焰秦怡和儿子捷儿1951年

1949年中华人民共和国成立之后，金焰由于在三十年代和抗日题材电影方面的贡献，与赵丹、白杨被授予“国家一级演员”的称号（相当于正部级职务），同时被任命为上海电影制片厂演员剧团团长。秦怡也进入了上海电影制片厂，演艺生涯开始步入巅峰，成为深受观众的喜欢的女演员:245:136-138。1950年，金焰参演了中华人民共和国成立后他出演的第一部电影《大地重光》。这是一部描写1945年抗战胜利后，浙江四明山区的新四军在遭到国民党围追堵截，最终找到大部队，参加渡江战役的一个真实历史事件的影片。金焰在此片中饰演男2号，机枪手老沈。他还写了参演《大地重光》的心得体会，刊登在1950年新创刊的《大众电影》杂志上。:217:139-147

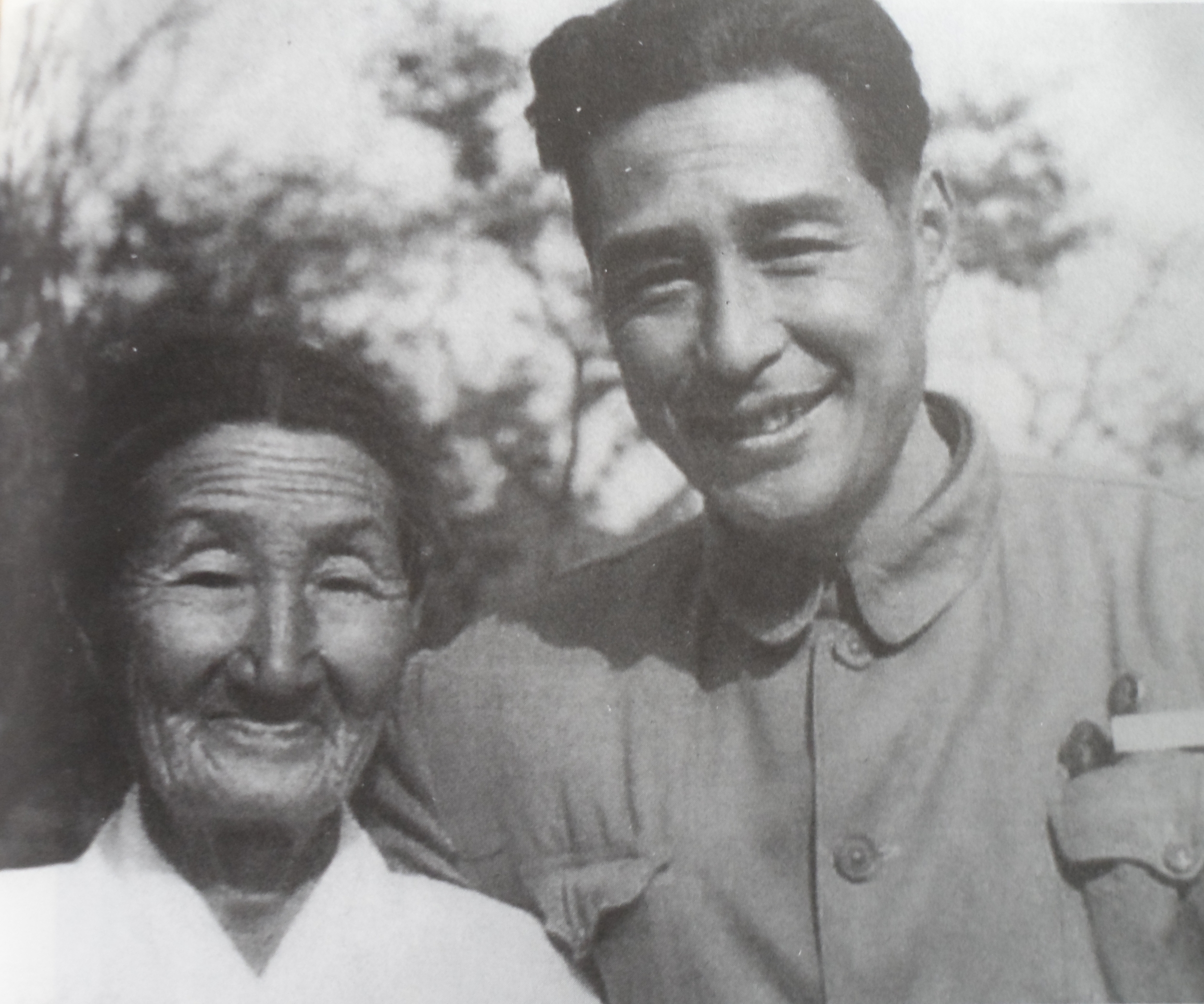
金焰和他的母亲1952年于朝鲜平壤

1950年6月25日，朝鲜战争的爆发使金焰陷入深深的忧虑。日本投降后，金焰的妹妹炜那带着他的母亲回到了朝鲜平壤，而他的大姑、二姑、弟弟德象，表哥载贤则回到了韩国。1952年，中国组织慰问团访问朝鲜。为了能看看母亲和妹妹，金焰报名参加了慰问团。在平壤，金焰与他阔别了30年的老母亲团聚。他的母亲当时身体看上去很硬朗。他在朝鲜翻译局当次长的妹妹炜那，却因在联合国军仁川登陆时被美军抓住后遭到严刑逼供，而身体很差。金焰原本想带他母亲回中国尽孝心，但她的母亲却执意不肯。第二年3月，金焰收到妹妹炜那的来信告诉他母亲因肝癌去世的消息。1958年夏以后，金焰和他在中国的亲友们失去了与炜那的联系，应该是炜那病逝了，因为当时与金焰联系是很容易的，影迷们在信封上写“上海金焰”就可以寄到他的家。:248-254
在中华人民共和国成立后的几年里，由于政治和事业上的志同道合，以及儿子金捷的出生，金焰和秦怡的夫妻生活幸福而甜蜜。不过好景不长，之后中国发生的一系列政治运动使这对相爱的夫妻渐行渐远。随着“土改”、“肃反”、“三反五反”在中国的展开，秦怡开始投入到文艺界开展的“文艺整风”和“思想改造”运动中，下乡下厂，向工农兵学习，并主动做自我检查。爱好养花、养鸟、养猫狗、打猎、骑马、开车的金焰则被左倾人士扣上“资产阶级大少爷”的帽子。为了帮助金焰改造，秦怡劝说金焰不要养花、养狗。性格倔强的金焰为此很恼火，认为秦怡“极左”。两人之间的感情也越发地疏远，相互不理解，不能沟通。同剧团的一位姑娘倒是很理解金焰，经常陪他消遣散心，两个关系也日渐密切。秦怡发现自己的婚姻出现第三者后，一气之下与金焰分居。金焰却不以为然地在客厅里搭了一个帆布床。秦怡曾多次向金焰提出过离婚，但金焰却不同意。秦怡已经是两个孩子的妈妈，离婚对她来说也有很大的压力。由于两人都是名人，当时组织上也极力劝解两人不要离婚。:217-225:152-166

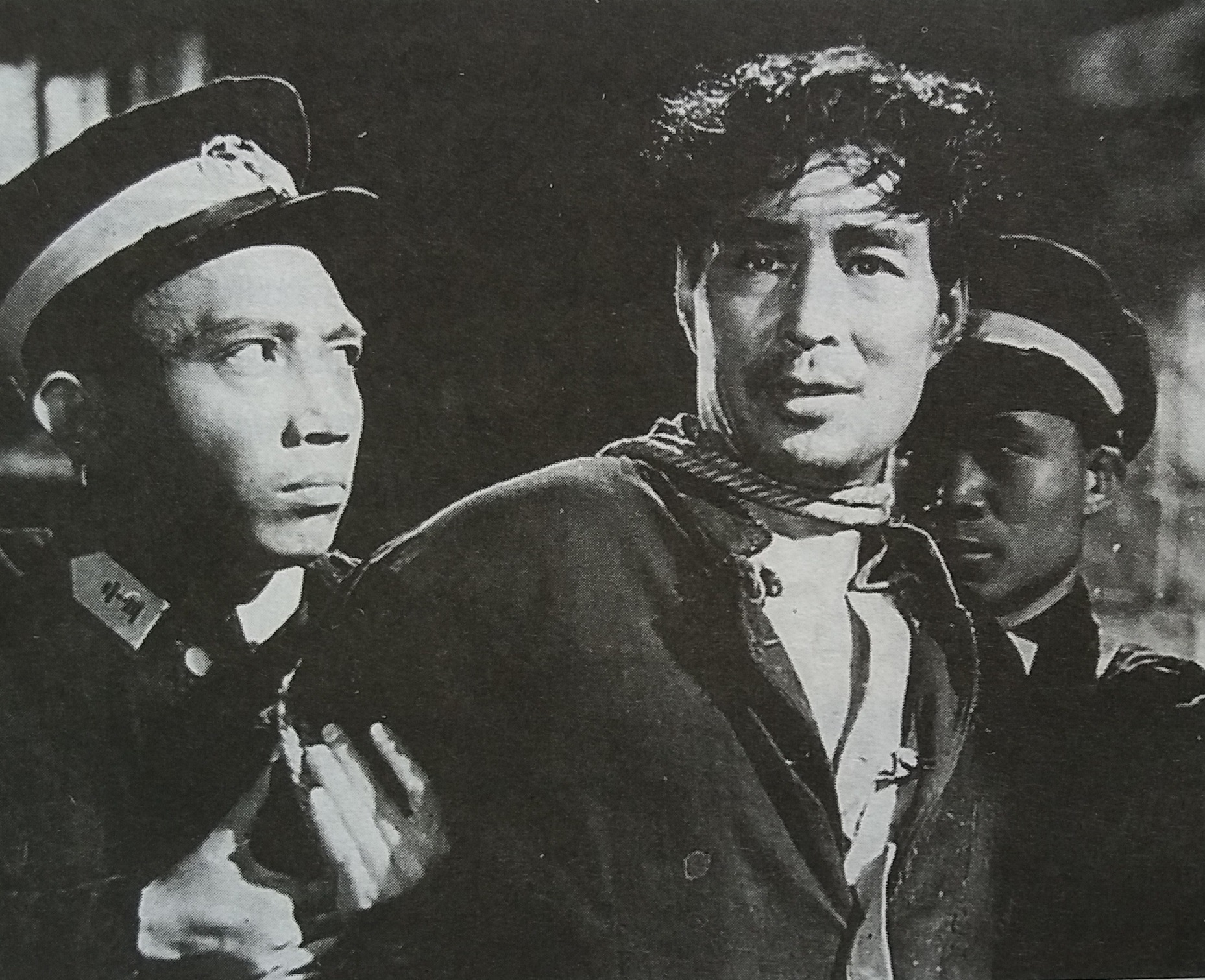
金焰在《母亲》中扮演英勇就义的革命义士邓非

随着金焰年纪变得越来越大和其它诸多原因，加之他上海电影制片厂演员剧团团长的职务，电影厂分配给他的拍片机会越来越少。1949至1958年间，金焰只作为配角出演了《大地重光》《伟大的起点》《母亲》《暴风雨中的雄鹰》《海上红旗》和《爱厂如家》六部影片。1955年，金焰在张瑞芳主演的影片《母亲》中，扮演了中共地下党领导人邓非。尽管出场有限，但作为影片主人公的第一个革命引路人，在影片起到重要作用。1956年，金焰应长影之邀参加《暴风雨中的雄鹰》的拍摄，饰演藏族老阿爸“老巴尔”。影片是在青藏高原的高寒天气下拍摄的，已经年近五十的金焰由于不适应当地的气候和饮食，喝了很多酒御寒，导致胃出血。但他还是带病坚持把戏拍完。回到上海后他也没有好好休息，最终发展成经常性的胃痉挛。:254-255:141

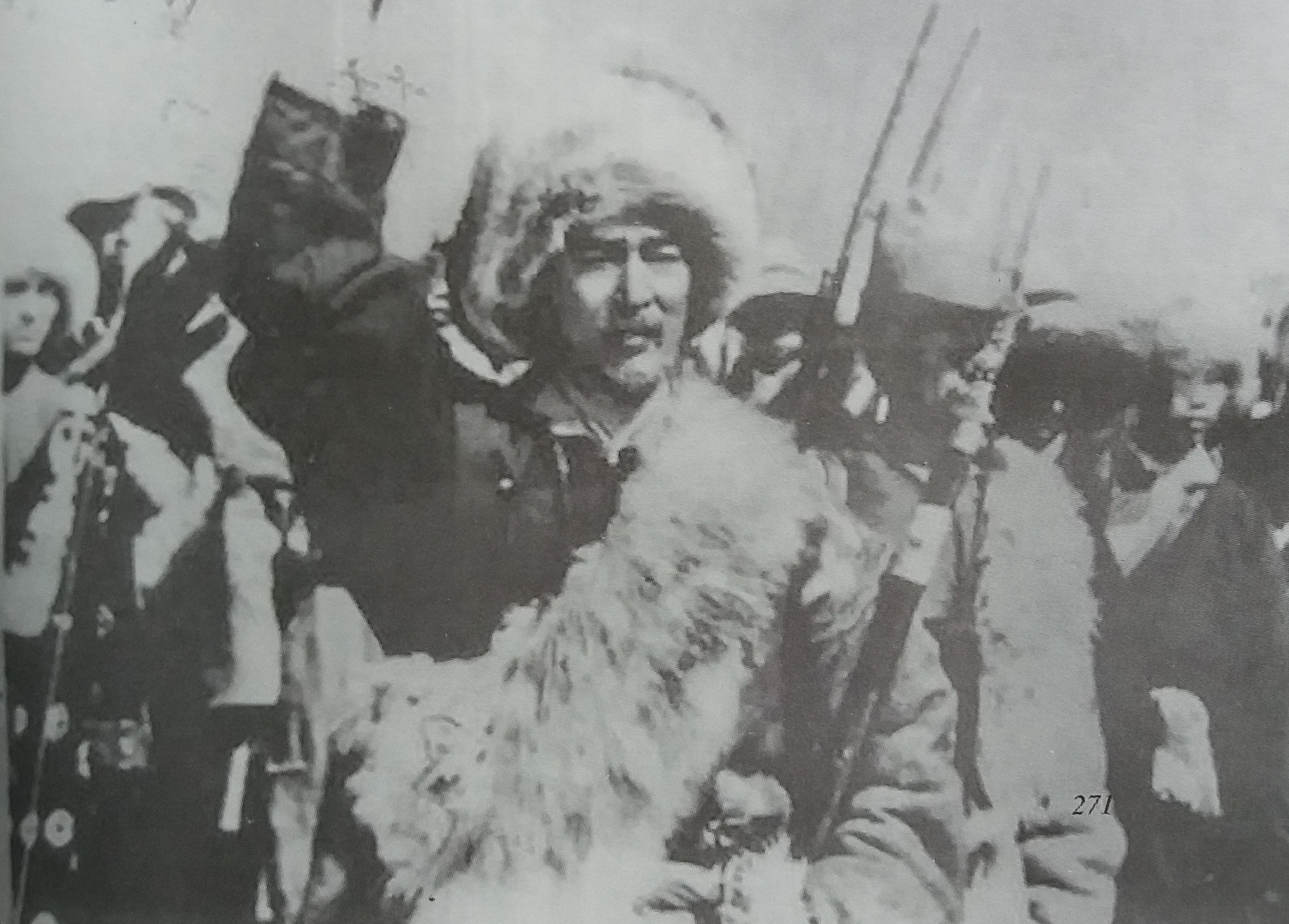
金焰在《暴风雨中的雄鹰》剧照

1958年，中国文化部电影局打算和德国合作拍摄一部反映各国科学家到金星探险的科幻电影。经过研究，文化部决定派懂英文的金焰去德国拍片。在德的近两个月，金焰的胃病恶化，幸亏电影剧本改了两个月也没有改好，德国方面先让各国演员回国了。临别前，摄制组主任和副导演邀请他一起去德国百货商店购物。他希望买台录音机用于提高语言表达能力，因此很高兴地与他们去了百货商场。他挑选了一台功能齐全的录音机后，正准备付款，但售货员却告诉他已经有人为他付过款了。副导演解释说，“这是制片厂送给您的”。金焰婉言谢绝，但对方坚持要进地主之谊。无奈，金焰只能收下了礼物。为表示对他们的感谢，金焰选了一家高级酒店请他们两人一起吃了顿饭。之后，有人写信给中国大使馆，说金焰收受贿赂。大使馆写了封信给文化部，并让他代劳送到文化部。回到北京后，金焰第一件事就是把大使馆的信交给文化部，但没成想那是封数落他的罪证书。金焰由于劳累过度，胃大出血昏倒在酒店卫生间内。当时有人给秦怡发电报说金焰病危，让她速来北京。可金焰为了不让秦怡劳累，又发了电报说他明天就返沪。:317-318:255-257:177-178
回到上海后，金焰住院治疗了很长一段时间，元气大伤。1960年，金焰去大西北慰问上海支援边疆的职工。在青海柴达木冷湖油田，他与勘探队一起上山体验生活。由于身体虚弱，不适应环境，他再次胃部大出血，被运煤车紧急送往柴达木医院急救。1962年，金焰的病情恶化，医生建议他做胃切除手术，否则有癌变的危险。他按医生的建议做了手术，但手术中出了医疗事故，他的胃神经被全部切除。手术后留下的后遗症使他每次吃饭后都要在床上躺两三个小时，体重骤减了40多斤。昔日的“电影皇帝”成了终日卧床不起的病人，渐渐地被人忘记。:318-319:258:179-183
金焰做完胃切除手术后，精神一度非常消沉，经常喝酒。一次，他在家里偷听到女儿斐斐鼓励儿子捷儿给他打气的对话，很感动。于是下定决心不再自暴自弃，为了减轻秦怡的负担，和不给孩子们负面影响，他决定搬到疗养院里。除了冬天，金焰在接下来的两年时间里都住在疗养院，过着有规律的生活，通过剑道和冥想调整自己的身心。在自己家里疗养的时候，他跟着广播学英语，每天坚持练习书法、绘画和雕刻，有时还把自己做的小木雕、金属制品送人做礼物。:258-20

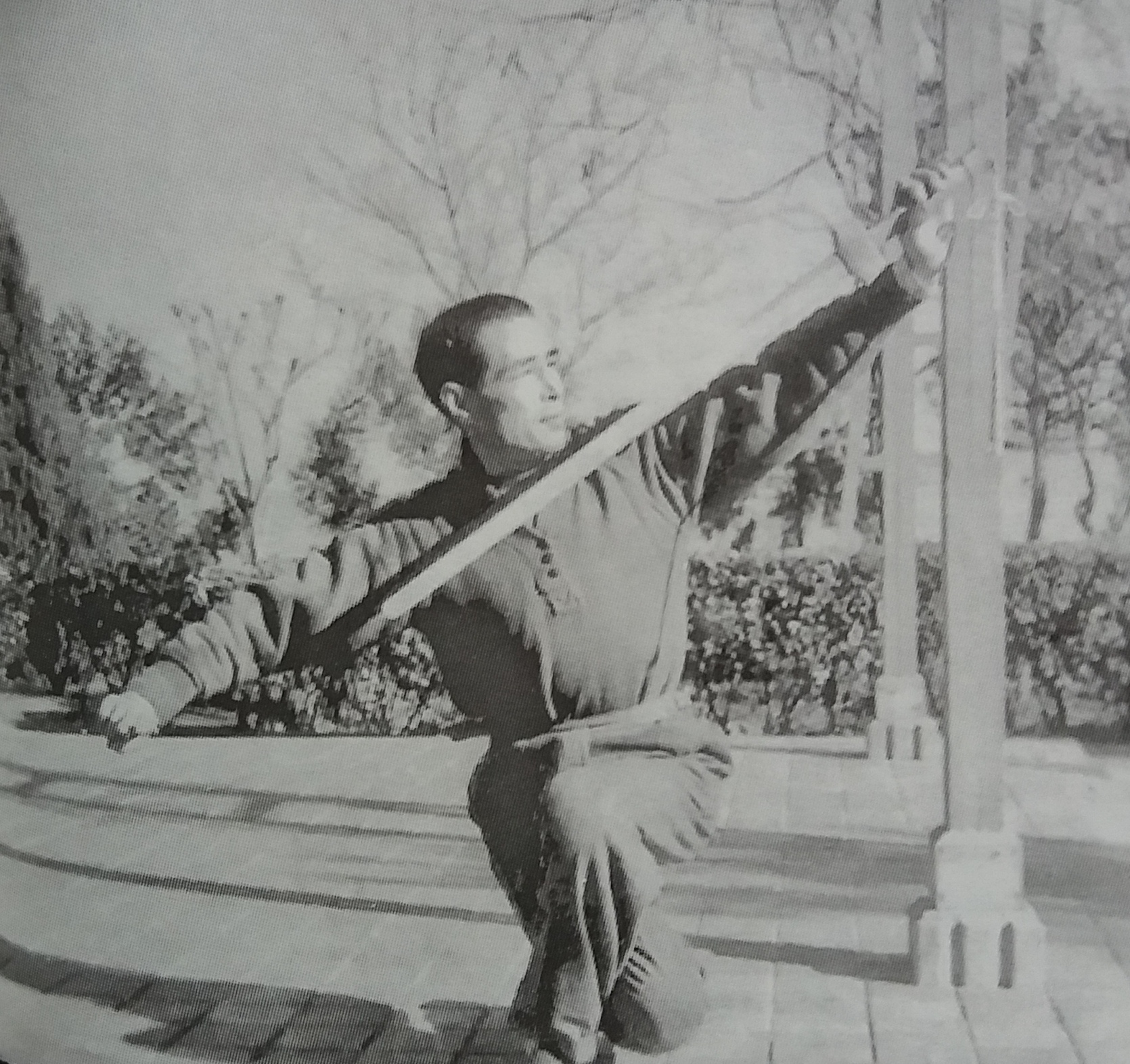
在疗养院内练剑的金焰

### 晚年
1966至1976年文化大革命的席卷中国。由于金焰的朋友是资本家，他也被扣上了资本主义的帽子:262。秦怡当时得了肠癌刚出院，原本有一年的病假。时局的动荡使她感到不安，提前去上班，结果上班仅一个月，就因与赵丹、白杨、阳翰笙、田汉等人关系密切而被打成“牛鬼蛇神”，被批斗，入了牛棚。由于她得过癌症，平日人缘好，在几位好心师傅的暗中保护下，秦怡没有遭受皮肉之苦:292。做了胃切除手术，重病在床的金焰，又得了肺气肿，这使得他在文革爆发时免遭集体批斗和上街挂牌游斗的命运。但造反派要他每天到电影厂的“黑帮组”报到。由于他吃过早餐后，不能活动，又没有力气挤公共汽车，他只好每天天一亮就步行到厂里，学习一整天后，直到晚上才能回家吃口热饭:193。
1969年，金焰和秦怡都被押到上海奉贤县的农村干校所接受劳动再教育。秦怡每天从事繁重的体力劳动。由于金焰身体太差，根本无法下地干活，而被安排作修理工。“九一三事件”后，金焰被送回了家。在两人被隔离期间，他们从小患有自闭症的儿子金捷在文革期间病情加重，得了精神分裂症，由于错过了最佳治疗期，无法恢复到正常人的状态。秦怡的母亲也因受到红卫兵的惊吓，突发脑出血而死:292-294:262-263:196。进入1980年代，金焰的病越来越重，几乎每年冬天都是在华东医院渡过。1982年，金焰被恢复了中华人民共和国建国初时确认的国家一级演员的待遇。1983年，金焰的身体每况愈下，最终于12月27日上午8时10分病逝，终年73岁。秦怡在华东医院病床旁陪他渡过了生命的最后时刻:198-204。
金焰的追悼会于1984年1月在上海龙华革命公墓大厅举行。杨堤、杨恺、陈沂、张承宗以及及电影界知名人士孙瑜、白杨、沈浮等五百余人参加了追悼会。追悼会由孟波主持，张骏样致了悼词。宋任穷、杨成武、巴金、贺敬之、周扬、刘复之、项南、汪道涵、夏征农、夏衍、阳翰笙、周巍峙、林默涵、王元化以及中央统战部、文化部、上海市政协、市委宣传部、市委统战部等送了花圈。黄宗英为金焰题写了“留金影坛，化焰云端”的挽联。追悼会后，金焰被安葬在上海福寿园墓地:204-206。金焰去世后，孙瑜（《中国银幕》，1984年1月）、司徒慧敏（《文汇报》，1984年1月15日；《中国电影年鉴》，1984年卷中），刘琼（《电影故事》，1984年1月）、黄绍芬（《上影画报》1984年3月号）、赵铭彝（《电影故事》，1984年1月）等中国知名电影人士和他生前好友纷纷在各电影报刊杂志上发表怀念他的文章:208-218:330-339。

## 作品
| 年份   | 片名           | 制片厂/公司                  | 导演                                 | 编剧                                 | 主要演员                     | 无声或有声           | 影片留存 |    |
| ------ | -------------- | ---------------------------- | ------------------------------------ | ------------------------------------ | ---------------------------- | -------------------- | -------- | -- |
| 1928年 | 木兰从军       | 民新影片公司                 | 侯曜                                 | 侯曜                                 | 李旦旦                       | 无声                 | 无       |    |
| 1929年 | 热血男儿       | 民新影片公司                 | 万籁天                               | 万籁天                               | 万籁天、高占非               | 无声                 | 无       |    |
| 1929年 | 风流剑客       | 民新影片公司                 | 孙瑜                                 | 孙瑜                                 | 高倩苹、刘继群、金焰         | 无声                 | 无       |    |
| 1930年 | 野草闲花       | 联华影业公司                 | 孙瑜                                 | 孙瑜                                 | 金焰、阮玲玉、刘继群         | 无声                 | 无       |    |
| 1931年 | 恋爱与义务     | 联华影业公司                 | 卜万苍                               | 朱石麟                               | 金焰、阮玲玉、陈燕燕         | 无声                 | 存       |    |
| 1931年 | 银汉双星       | 联华影业公司                 | 史东山                               | 朱石麟                               | 金焰、紫罗兰、高占非         | 无声                 | 存       |    |
| 1931年 | 一剪梅         | 联华影业公司                 | 卜万苍                               | 黄漪磋                               | 金焰、高占非、陈燕燕、阮玲玉 | 无声                 | 存       |    |
| 1931年 | 桃花泣血记     | 联华影业公司                 | 卜万苍                               | 卜万苍                               | 金焰、阮玲玉、周丽丽         | 无声                 | 存       |    |
| 1932年 | 续故都春梦     | 联华影业公司                 | 卜万苍                               | 朱石麟                               | 金焰、阮玲玉、陈燕燕、林楚楚 | 无声                 | 无       |    |
| 1932年 | 野玫瑰         | 联华影业公司                 | 孙瑜                                 | 孙瑜                                 | 金焰、王人美、郑君里         | 无声                 | 存       |    |
| 1932年 | 人道           | 联华影业公司                 | 卜万苍                               | 钟石根（原著）、金擎宇               | 金焰、林楚楚、黎灼灼         | 无声                 | 无       |    |
| 1932年 | 海外鹊魂       | 联华影业公司                 | 金擎宇                               | 罗明佑                               | 金焰、紫罗兰                 | 无声                 | 无       |    |
| 1932年 | 共赴国难       | 联华影业公司                 | 孙瑜、蔡楚生（执行）、史东山、王次龙 | 孙瑜、蔡楚生（执行）、史东山、王次龙 | 金焰、陈燕燕、高占非、王人美 | 无声                 | 无       |    |
| 1933年 | 三个摩登女性   | 联华影业公司                 | 卜万仓                               | 田汉                                 | 金焰、阮玲玉、黎灼灼、陈燕燕 | 无声                 | 无       |    |
| 1933年 | 城市之夜       | 联华影业公司                 | 费穆                                 | 贺孟斧、冯紫樨                       | 金焰、阮玲玉                 | 无声                 | 无       |    |
| 1933年 | 母性之光       | 联华影业公司                 | 卜万苍                               | 田汉                                 | 金焰、黎灼灼、陈燕燕         | 部分有声             | 存       |    |
| 1934年 | 黄金时代       | 艺化影业公司                 | 田汉                                 | 卜万苍                               | 金焰、殷明珠                 | 无声                 | 无       |    |
| 1935年 | 新桃花扇       | 新华影业公司                 | 欧阳予倩                             | 欧阳予倩                             | 金焰、胡萍                   | 有声                 | 无       |    |
| 1935年 | 大路           | 联华影业公司                 | 孙瑜                                 | 孙瑜                                 | 金焰、张翼、陈燕燕、黎莉莉   | 有声                 | 存       |    |
| 1936年 | 壮志凌云       | 新华影业公司                 | 吴永刚                               | 吴永刚                               | 金焰、王人美、田方           | 有声                 | 存       |    |
| 1936年 | 浪淘沙         | 联华影业公司                 | 吴永刚                               | 吴永刚                               | 金焰、章志直                 | 有声                 | 存       |    |
| 1936年 | 到自然去       | 联华影业公司                 | 孙瑜                                 | 孙瑜                                 | 金焰、黎莉莉                 | 有声                 | 无       |    |
| 1938年 | 武松与潘金莲   | 新华影业公司                 | 吴村                                 | 吴村                                 | 金焰、顾兰君、刘琼           | 有声                 | 存       |    |
| 1938年 | 情天血淚       | 新华影业公司                 | 卜万苍                               | 卜万苍                               | 金焰                         | 有声                 | 存       |    |
| 1939年 | 林沖雪夜歼仇记 | 华新影业公司                 | 吴永刚                               | 吴永刚                               | 金焰                         | 有声                 | 存       |    |
| 1940年 | 长空万里       | 中央电影摄影厂               | 孙瑜                                 | 孙瑜                                 | 金焰、白杨                   | 白杨、高占非、王人美 | 有声     | 无 |
| 1947年 | 迎春曲         | 中国大业影片昆仑影业公司     | 吴永刚                               | 吴永刚                               | 金焰、刘琼、胡枫             | 有声                 | 无       |    |
| 1947年 | 乘龙快婿       | 中央电影企业股份有限公司二厂 | 袁俊（张俊祥）                       | 袁俊（张俊祥）                       | 金焰、白杨、路珊             | 有声                 | 存       |    |
| 1949年 | 失去的爱情     | 国泰影业                     | 汤晓丹                               | 徐昌霖                               | 金焰、秦怡、周伯勋           | 有声                 | 无       |    |
| 1950年 | 大地重光       | 上海电影制片厂               | 徐韬                                 | 袁云港                               | 金焰、潘文展、张铮           | 有声                 | 存       |    |
| 1954年 | 伟大的起点     | 上海电影制片厂               | 张客                                 | 艾明之                               | 张伐、汤化达、陈天国、金焰   | 有声                 | 存       |    |
| 1956年 | 母亲           | 上海电影制片厂               | 凌子风                               | 海默                                 | 张瑞芳、金焰、张翼           | 有声                 | 存       |    |
| 1957年 | 暴风雨中的雄鹰 | 长春电影制片厂               | 王逸                                 | 石鲁                                 | 金焰、白德彰、孙羽           | 有声                 | 存       |    |
| 1958年 | 海上红旗       | 天马电影制片厂               | 陈岗                                 | 陆俊超                               | 白穆、铁牛、董霖、金焰       | 有声                 | 存       |    |
| 1958年 | 爱厂如家       | 江南电影制片厂               | 赵明                                 | 赵明                                 | 张子良、金焰、江山           | 有声                 | 存       |    |

## 家庭

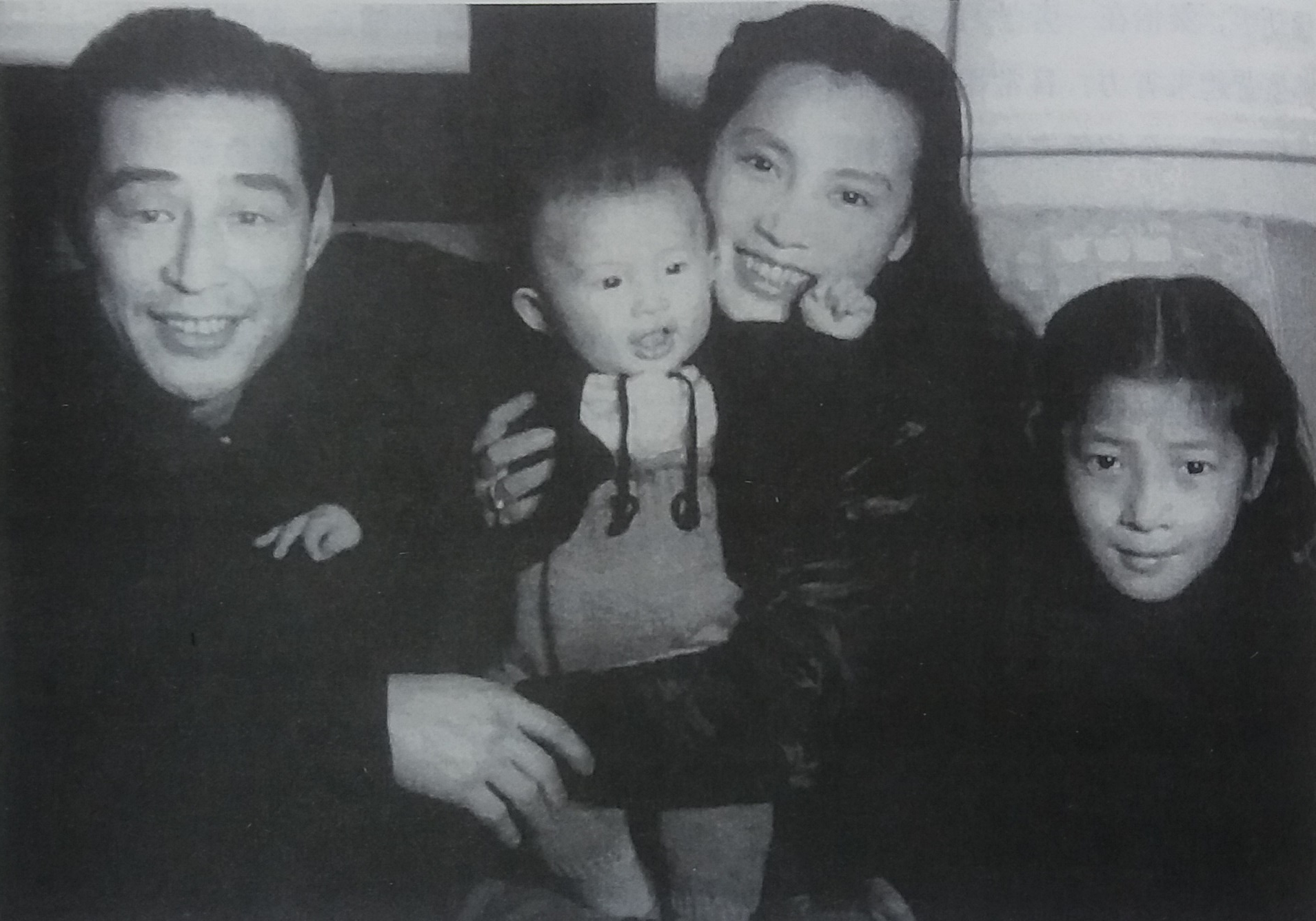
金焰秦怡和儿子女儿（1948年冬）

- 父亲金弼淳 （1878-1919年）：韩国最早的西医，韩国独立运动家[2]:32
- 母亲郑京顺（1875-1953年）：1912年夏携全家来通化投靠三个月前流亡中国的金弼淳[2]:67，日本无条件投降后和女儿金炜那回到了朝鲜平壤，后因肝癌病逝[2]:253。
  - 大哥金德奉（金煐，1900-1937年）：加拿大世福兰斯医院龙井分院济昌医院院长，安东医院院长，在丹东当外科医生时去世[2]:30-33。
  - 二哥金德虎（金燱，1908-1983年）：齐齐哈尔医生，子孙至今仍生活在齐齐哈尔和吉林省[2]:30-33。
  - 四弟金德象（金刚，1911-1984年）：日本投降后，回到韩国，1974年移民美国[2]:30-33。
  - 五弟金德鸿（金绍於，1914-1936年）：高中毕业后，离家寻找抗日队伍，后参加国民党第十九路军，抗战时受伤，22岁时病逝 [2]:30-33。
  - 妹妹金佑铭（金炜那，1915-？）：抗日活动家，日本投降后，回到朝鲜，任朝鲜翻译局次长[2]:30-33。
  - 妹妹金孝奉（金路，1919- ）：抗日战争前加入八路军，在延安任军政学校教授，新闻记者，现居住在北京[2]:30-33。
- 第一任妻子王人美（1934年─1944年）：中国著名演员，1933年《电声日报》“中国十大电影明星”之一，主演过《野玫瑰》、《渔光曲》、《风云儿女》、《壮志凌云》等影片，其中《渔光曲》是中国电影史上首部在国际电影节获奖的影片。[5]:215-217
  - 王人美与金焰新婚后时曾怀孕。由于她喜欢运动，在妊娠期间还继续打球、游泳，结果孩子早产，生下来几天后就夭折了。[2]:189-192[1]:79-81[5]:125-126
- 第二任妻子秦怡（1947年─1983年）：中国著名演员，民国重庆时期四大名旦之一，曾任上海电影制片厂演员剧团副团长，中国电影家协会理事，全国政协委员，1995年获中国电影世纪奖，2005年获中国电影表演艺术学会终身成就奖，国家有突出贡献电影艺术家称号，2009年获得中国十大女杰称号和全国五一劳动奖章[21]:384-392
  - 儿子金捷（1948-2007年）：从小患有自闭症，1965年考高中的时候出现精神分裂症状，经治疗后恢复，文化大革命期间，受到红卫兵的惊吓，病情恶化，由于得不到治疗，错过最佳治疗期而无法恢复正常人状态。金捷有绘画天赋，他画的油画《衡山公园》在2002年的一次慈善拍卖会上被美国影星、中国特奥会大使施瓦辛格以二万五千美元拍下[21]:325-336。
  - 女儿斐斐：秦怡与其前夫陈天国所生，后自愿随了金焰的金姓[2]:259。
- 大姑金弼礼（1891-1983年）：教育家，宗教领袖，韩国YWCA创办人，大韩民国建国勋章木莲章，韩国YWCA功勋奖松庵功勋奖[2]:32。
- 二姑金淳愛（朝鲜语：김순애）（1889-1996年，金奎植的夫人）：新韩青年党理事，上海大韩爱国夫人会代表，大韩红十字会结成理事，韩国爱国夫人会重建主席，大韩民国建国勋章独立章[2]:32。
- 三姑金求礼：新韩青年党党首徐丙浩（朝鲜语：서병호 (1885년)）的夫人[2]:32。
  - 表姐金玛利亚（英语：Maria Kim）（1892-1944年）：韩国女性独立运动家，三一运动注册主动者，大韩民国爱国夫人会会长，1930年美国槿花会会长，大韩民国建国勋章独立章[2]:33。
  - 表哥徐载贤（1906-1999年）：韩国大韩民国建国勋章爱国章[2]:33。

## 纪念
1995年，在纪念世界电影诞生100周年和中国电影诞生90周年的活动中，金焰被中国国家广电总局选为126名“中华影星”和30位“世纪影星”（即“世纪奖”）之一:234。在1992年张曼玉获得柏林电影节最佳女主角奖的电影《阮玲玉》中，曾出现金焰与阮玲玉主演《大路》时的片段:22。1996年4月28日，韩国KBS电视台在《特别星期天》栏目中播出了有关金焰的纪录片《上海电影皇帝金焰》:22。
金焰大哥的外孙女，金焰的侄外孙女，韩国人朴圭媛为其立传《寻找我的外公：中国电影皇帝金焰》。该书并获得了2003年韩国年度纪实文学大奖。2009年，香港大学出版社出版了英国作者Meyer, Richard J.所著的金焰传记《金焰：上海的鲁道夫·瓦伦蒂诺》（Jin Yan: The Rudolph Valentino of Shanghai）。2005年，在世界电影诞生110周年和中国电影诞生100周年的纪念活动中，金焰获得中国电影表演艺术学会“百年百位优秀电影演员”的称号:234。
2010年，中国电影资料馆、上海影协、上影集团、上影演员剧团、福寿园人文纪念公园、上海文化发展基金会在上海举办了“金耀影坛焰映银海——纪念电影皇帝金焰诞辰100 周年”的系列纪念活动，包括纪念碑瞻仰仪式、纪念大会、电影观摩、图片展览、纪念书籍和纪念册等几大版块。金焰遗孀秦怡、女儿斐斐、侄外孙女朴桂媛等亲属以及中国电影界人士参加了纪念活动。国家广电总局电影局、中国电影资料馆、中国电影家协会、中国电影表演艺术学会发来贺信和致敬信。2011年1月，中国文史出版社为纪念金焰诞辰百年出版了刘澍所著的传记《民国范儿——电影皇帝金焰》。2013年6月5日，中国中央电视台6套播出了《电影人物 金焰》的专题片。